# 日本のコミュニティバス一覧
日本のコミュニティバス一覧（にっぽんのコミュニティバスいちらん）では、日本全国各地で運行されている、または過去に運行されていたコミュニティバスを地域別に列挙する。自家用有償旅客運送（旧80条バス）によるコミュニティバスも掲載する。
なお、旧80条バスについては80条バス運行事業者一覧、乗合タクシーについては日本の乗合タクシー運行事業者一覧も参照のこと。

## 北海道・東北地方

### 北海道

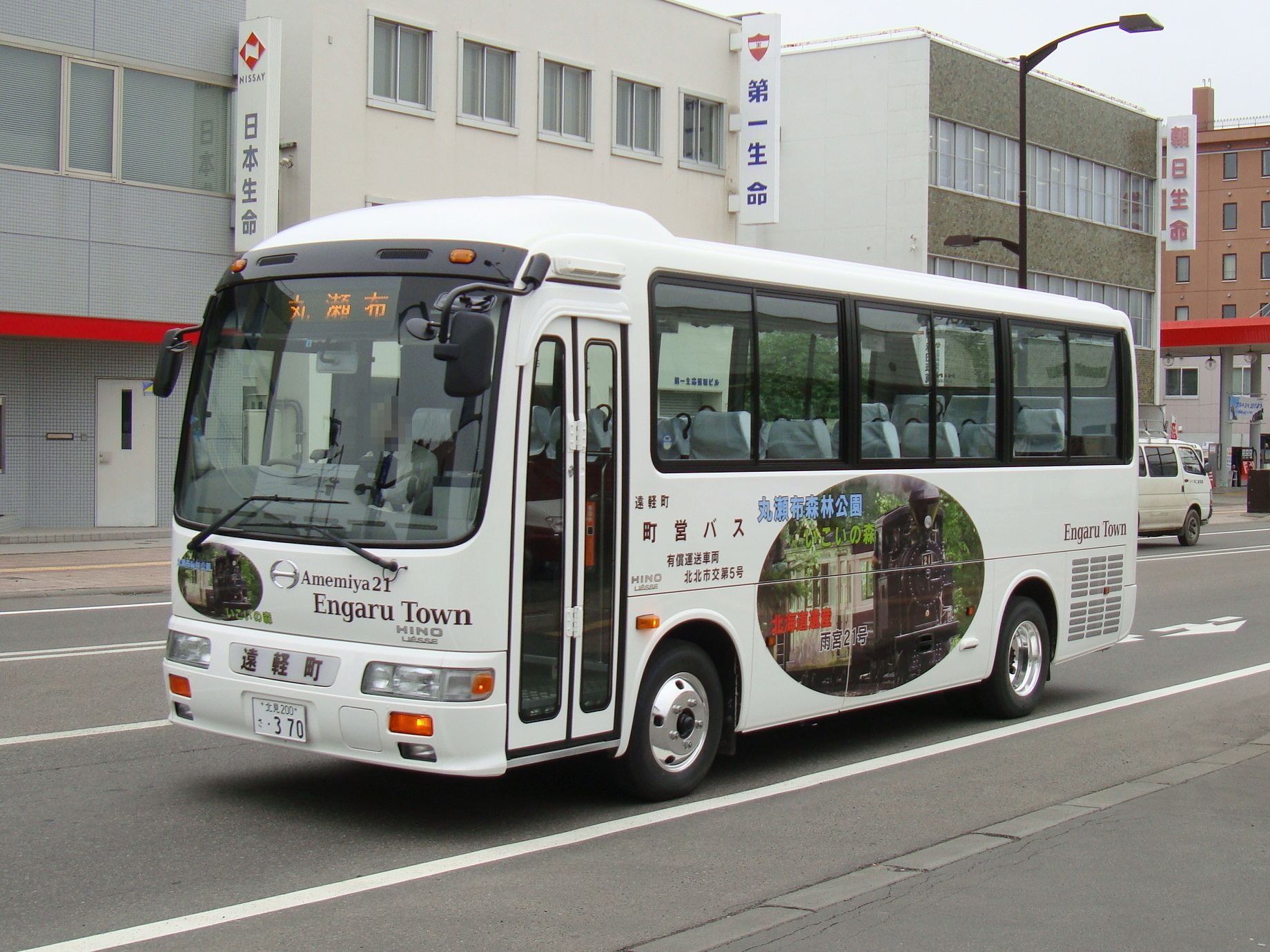
遠軽町「遠軽町営バス」

- えにわコミュニティバス「ecoバス」（恵庭市）
- 音別地区コミュニティバス（釧路市）
- 厚岸町デマンドバス（厚岸町）
- 羽幌町内循環バスほっと号（羽幌町）
- 当別ふれあいバス（当別町）
- 佐呂間町ふれあいバス（佐呂間町）
- 下川町コミュニティバス（下川町）
- 遠軽町営バス（遠軽町）
- 長沼町営バス（長沼町）
- 栗山町営バス（栗山町）
- 美唄市民バス（美唄市）
- まちなか循環バス「じゃがりん号」（倶知安町）
- 芽室町コミュニティバス「じゃがバス」（芽室町）
- 士幌町コミュニティバス（士幌町）
- 音更町コミュニティバス（音更町）
- 新得町コミュニティバス「そばくる」（新得町）
- 清水町コミュニティバス（清水町）
- 池田町コミュニティバス「あいバス」（池田町）
- むかわ町コミュニティバス（むかわ町）
- ニセコ町デマンドバス「にこっとBUS」（ニセコ町）
- なよろコミュニティバス（名寄市）
- 蘭越町有バス「らんらん号」（蘭越町）
- 浦幌町コミュニティバス「浦バス」（浦幌町）
- 植苗・美沢地区コミュニティバス 「とこバス」（苫小牧市）
- 川東・若松地域コミュニティバス 「わっかバス」（北見市）
- 古平町コミュニティバス（古平町）
- 陸別町コミュニティバス（陸別町）
- 大樹町ふれあいバス（大樹町）
- 幕別町コミュニティバス（幕別町）
- 大漁くんバス（松前町）
- 南北市街地連絡バス（北斗市）
- 中川町住民バス（中川町）
- 別海町地域生活バス（別海町）
- 安平循環バス（安平町）

### 青森県

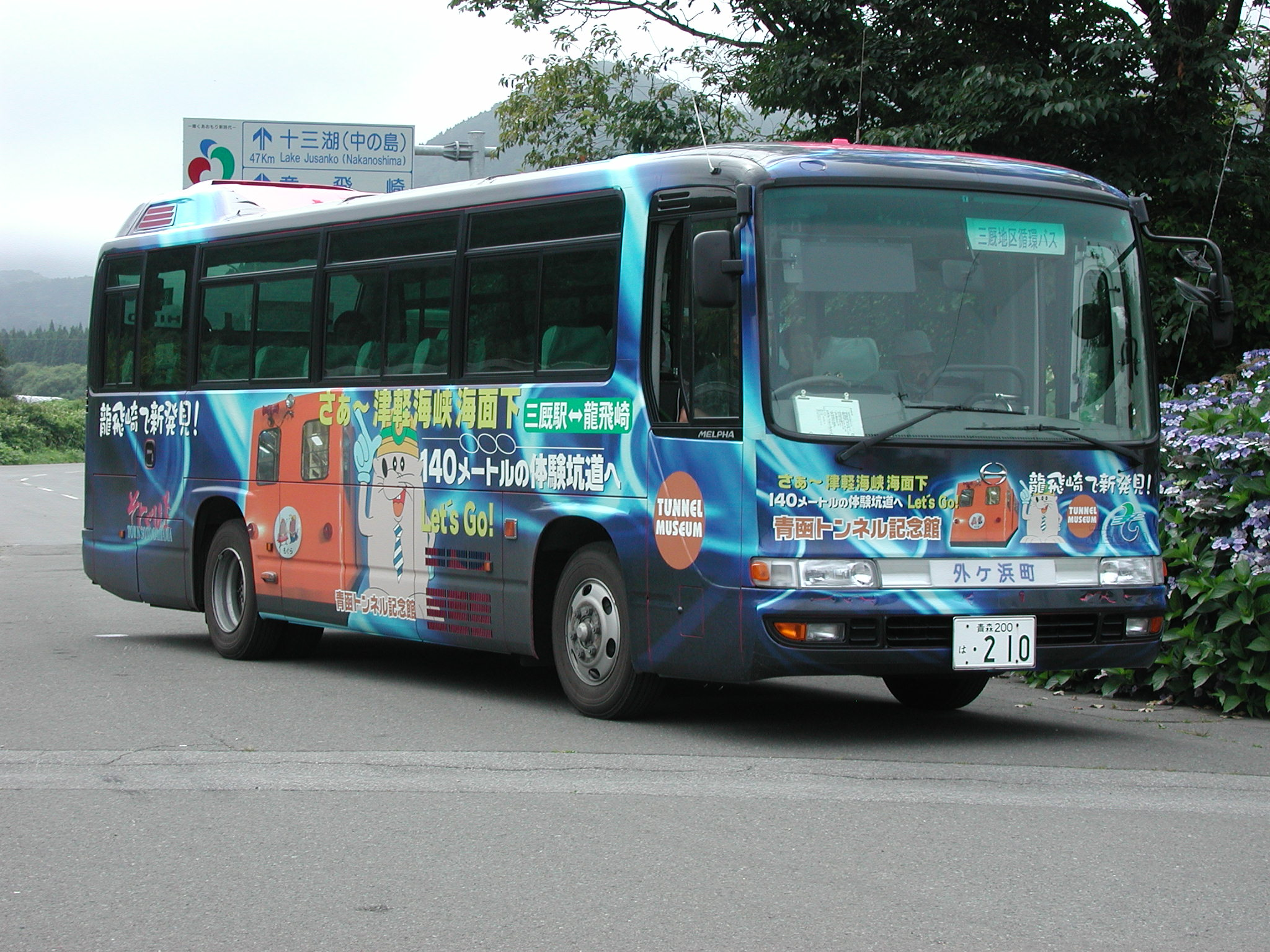
外ヶ浜町「三厩地区循環バス」

- 外ヶ浜町循環バス（外ヶ浜町、蟹田地区のみ）
- 商店街循環バス（五所川原市）
- 土手町循環バス（弘前市）
- 黒石市回遊バスぷらっと号（黒石市）
- 平川市循環バス（平川市）
- 東北町民バス（東北町）
- 七戸町コミュニティバス（七戸町）
- 三沢市コミュニティバス（三沢市）
- 三戸町コミュニティバス（三戸町）
- 六戸町民バス（六戸町）
- 五戸ちんちんバス（五戸町）
- おいらせ町民バス（おいらせ町）
- 階上町コミュニティバス（階上町）
- るるっぷ八戸（八戸市）
- 南郷コミュニティバス（八戸市南郷区）
- ながわ里バス（南部町）
- 南部町多目的バス（南部町）
- 田子町コミュニティバス（田子町）
- 鰺ヶ沢町コミュニティバス（鰺ヶ沢町）
- 青森市市民バス（青森市）
- 五戸町コミュニティバス（五戸町）[1]
- 蓬田村コミュニティバス（蓬田村）[2]

### 岩手県
- 盛岡都心循環バス「でんでんむし」（盛岡市）
- あねっこバス（雫石町）
- 北上市コミュニティバス（北上市）
- 花巻市街地循環バス「ふくろう号」「星めぐり号」（花巻市）
- 金ケ崎町田園バス（金ケ崎町）
- 奥州市コミュニティバス「Zバス」（奥州市）
- 一関市営バス（一関市）
- 新里地域バス（宮古市）
- 川井地域バス（宮古市）
- 二戸市バス「にこにこ号」（二戸市）
- 住田町コミュニティバス（住田町）
- 八幡平市コミュニティバス（八幡平市）[3]

### 宮城県
- 南三陸町町民バス（南三陸町）
- 登米市民バス（登米市）
- 栗原市民バス（栗原市）
- 大崎市民バス（大崎市）
- 涌谷町民バス（涌谷町）
- 美里町住民バス（美里町）
- 松島町営バス（松島町）
- 大和町町民バス（大和町）
- 大郷町住民バス（大郷町）
- 富谷市民バス（富谷市）
- しおナビ100円バス（塩竈市）
- NEWしおナビ100円バス（塩竈市）
- 「ユーアイバス」多賀城東部線（塩竈市・多賀城市・七ヶ浜町共同運行バス）（塩竈市・多賀城市・七ヶ浜町）
- 多賀城西部線（多賀城市）
- ぐるりんこ（七ヶ浜町）
- 利府町民バス（利府町）
- ながまちくん（仙台市太白区）
- 南光台コミュニティバス（仙台市泉区）
- かわさき町民バス（川崎町）
- なとりん号（名取市）
- 岩沼市民バス（岩沼市）
- さざんか号（亘理町）
- 山元町町民バス（山元町）
- 白石市民バス（白石市）

### 秋田県
- 中心市街地循環バス「ぐるる」（秋田市）[4][5]
- 秋田市マイタウン・バス（秋田市）
- 潟上市マイタウンバス（潟上市）
- 男鹿市マイタウンバス（男鹿市）

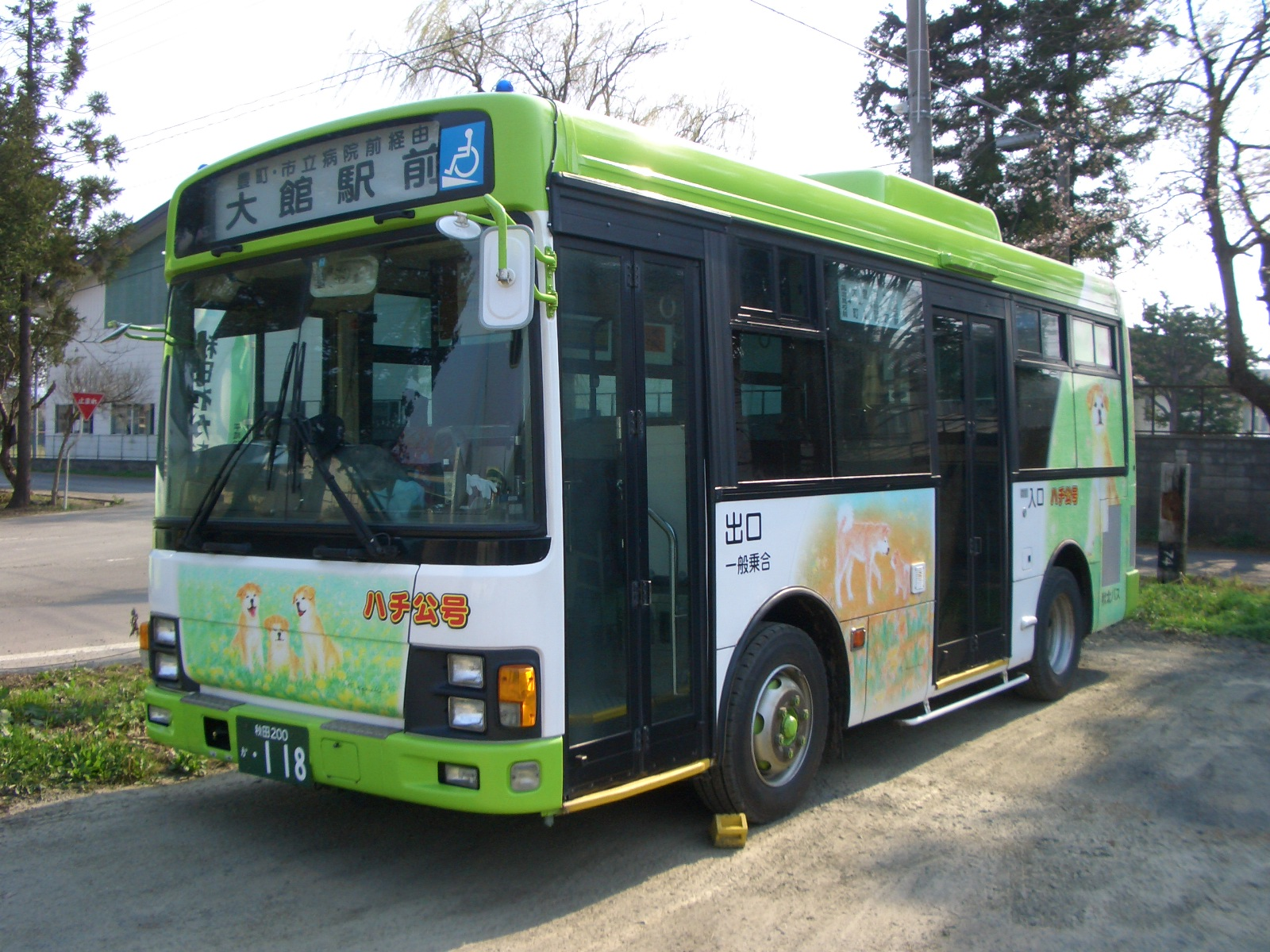
大館市「ハチ公号」

- 南秋地域広域マイタウンバス（五城目町、八郎潟町、大潟村）
- にかほ市コミュニティバス（にかほ市）
- 井川町町内巡回バス（井川町）
- 横手市循環バス（横手市）
- 大仙市循環バス（大仙市、旧大曲市域）
- 大仙市コミュニティバス（大仙市）
- 由利本荘市コミュニティバス（由利本荘市）[6][7] - 羽後交通へ運行委託。
- 雄湯郷ランド循環線「ゆうとぴあ号」（湯沢市） - 羽後交通へ運行委託。
- 能代市街地巡回バス「はまなす号」（能代市）[8]
- 向能代・落合地区巡回バス「しののめ号」（能代市）[9]
- ハチ公号（大館市）[10]
- 二井田・真中地区コミュニティバス「さわやかみなみ号」（大館市）[11] - 2004年4月1日運行開始[12]。
- 三種町ふれあいバス・巡回バス（三種町）
- 八峰町巡回バス（八峰町）

### 山形県

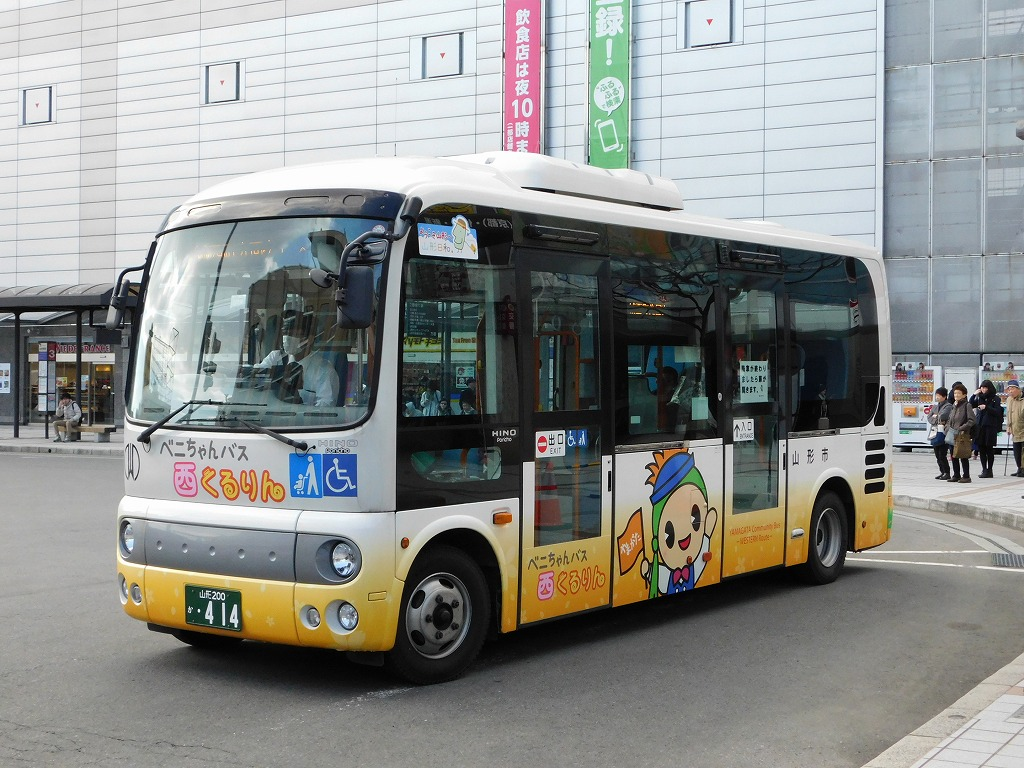
山形市「ベニちゃんバス」

- 山形市コミュニティバス（山形市）
- 米沢市市民バス（米沢市）
- 酒田市福祉乗合バス（酒田市）
- 東根市市民バス（東根市）
- 南陽市市内循環バス（南陽市）[13]
- 庄内町営バス（庄内町）
- 金山町営バス（金山町）
- 最上町営バス（最上町）
- 天童市市営バス（天童市）
- 河北町路線バス（河北町）
- 西川町路線バス（西川町）
- 中山町町営バス（中山町）
- やまのべコミュニティバス（山辺町）
- 遊佐町営バス（遊佐町）
- 大江町営バス（大江町）
- 鮭川村営バス（鮭川村）
- 大蔵村営バス（大蔵村）

### 福島県
- まちなか周遊バス（ハイカラさん、あかべぇ）（会津若松市）
- さわやか号（会津若松市）
- ピカリン号（会津若松市北会津地域）
- みなづる号（会津若松市河東地域）
- 泉崎村ふれあい号（泉崎村）
- 葛尾村営バス（葛尾村）
- 金山町町営バス（金山町）
- 川俣松川線・川俣飯野線（福島市、川俣町）[14]
- 白河市循環バス（白河市）
- 表郷地域巡回バス（白河市の旧表郷村地区）
- 大信地域自主運行バス （白河市の旧大信村地区）
- 東地域巡回バス（白河市の旧東村地区）
- 須賀川市内循環バス（須賀川市）
- 楢葉町民バス（楢葉町）
- 西会津町民バス（西会津町）
- 二本松市コミュニティバス（二本松市）
- 磐梯町町内生活福祉バス（磐梯町）
- 広野町民バス（広野町）
- くるくるバス（福島市蓬萊団地）
- 三島町営バス（三島町）
- 三春町町営バス（三春町）
- 本宮市巡回バス（本宮市）
- 柳津町民バス（柳津町）

## 関東地方

### 茨城県

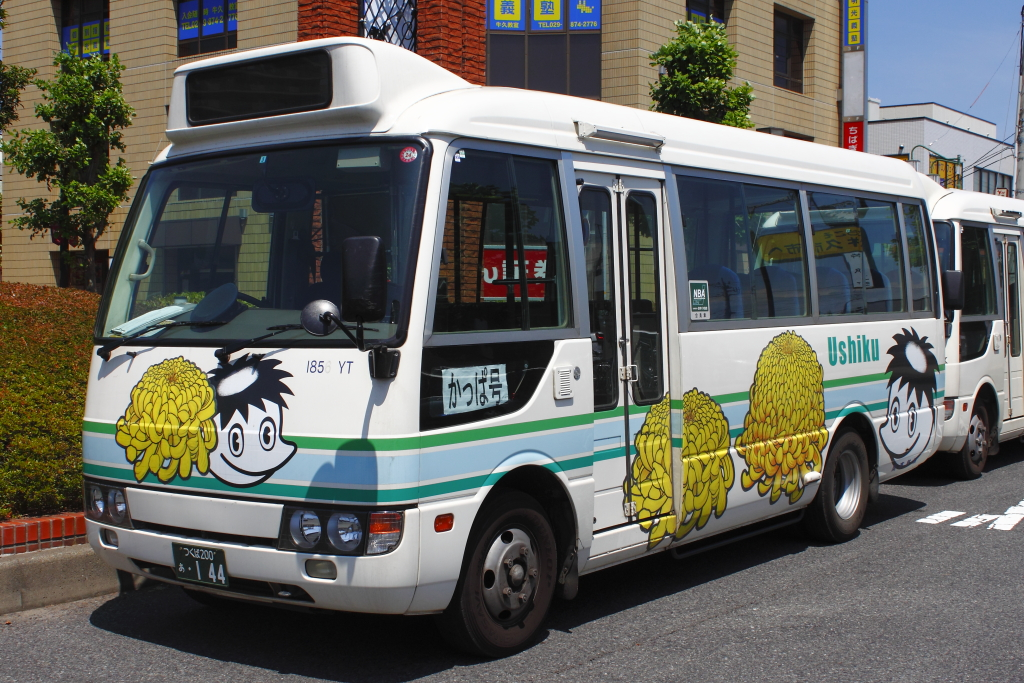
牛久市「かっぱ号」

- まちづくり活性化バス「キララちゃん」（土浦市）
- つちまるバス（土浦市）
- 霞ヶ浦広域バス（土浦市・かすみがうら市・行方市）
- 千代田神立ライン（土浦市・かすみがうら市）
- 行方市営路線バス（行方市）
- 潮来・行方広域路線バス「鹿行北浦ライン」（潮来市、行方市）
- ぐるりん号（古河市）
- 結城市巡回バス（結城市、80条バス）[15]
- 龍・ゆうバス（龍ケ崎市）
- 龍ぐうバス（龍ケ崎市）
- シモンちゃんバス（下妻市）
- 北茨城市巡回バス（北茨城市）
- かさま観光周遊バス（笠間市）
- 取手市コミュニティバス（ことバス）（取手市）
- 牛久市コミュニティバス（かっぱ号）（牛久市）
- つくバス（つくば市）
- スマイルあおぞらバス（ひたちなか市）
- モコバス（守谷市）
- 坂東号（坂東市）
- みらい号（つくばみらい市）
- 小美玉市コミュニティバス（おみたん号）（小美玉市）
- 大洗循環バス（大洗町）
- 河内町コミュニティバス（河内町）
- 大子町町民無料バス みどり号（大子町）
- ごかりん号（五霞町）
- 福祉バス「福ちゃん号」（利根町）[16]
- 稲敷市コミュニティバス（稲敷市）[17]
- あずまコミュニティバス（稲敷市）[17]
- 神栖市コミュニティバス（神栖市）
- 桜川市バス「ヤマザクラGO」（桜川市）
- 桜川市内巡回ワゴン「ヤマザクラGOミニ」（桜川市）
- 筑西市バス（筑西市）[18]
  - 筑西市広域連携バス、筑西市地域内運行バス、筑西市道の駅循環バス[18]
- 筑西・下妻広域連携バス（筑西市、下妻市）[18]
- 下妻市千代川地区コミュニティバス（下妻市）
- 鹿嶋コミュニティバス（鹿嶋市）
- 神宮あやめ白帆ライン（鹿嶋市、潮来市、行方市）

### 栃木県
- 那須町民バス（那須町）
- 那須塩原市営バス（ゆーバス）（那須塩原市）
- 大田原市営バス（大田原市）
- 矢板市営バス（矢板市）
- 那珂川町コミュニティバス（那珂川町）
- 那須烏山市営バス（那須烏山市）
- 日光市営バス（日光市）
- 鹿沼市民バス（リーバス）（鹿沼市）
- 上河内地域路線バス（宇都宮市）
- きぶな号（宇都宮市）
- 宇都宮市の地域内交通（宇都宮市）
- ゆうがおバス（下野市、壬生町）
- おーバス（小山市）
- ふれあいバス（栃木市）
- 佐野市生活路線バス（佐野市）
- 足利市生活路線バス（足利市）
- 真岡市コミュニティバス（いちごバス）（真岡市）
- 壬生町コミュニティバス（みぶーぶ）（壬生町）

### 群馬県
- 広域公共路線バス（館林市、邑楽町、千代田町、明和町、板倉町）
- おうらタウンバス（邑楽町）
- 広域公共バスあおぞら（大泉町、千代田町）
- 板倉町コミュニティバス（板倉町）
- シティライナーおおた（太田市）
- おりひめバス（桐生市）
- 伊勢崎市コミュニティバスあおぞら（伊勢崎市）
- マイバス（前橋市）
- 藤岡市めぐるん（藤岡市）
- 高崎市内循環バスぐるりん（高崎市）
- 榛名循環バスはるバス（高崎市・旧榛名町地区）
- よしいバス（高崎市・旧吉井町地区）
- しもにたバス（下仁田町）
- 南牧バス（南牧村）
- 上野村乗合タクシー（上野村）
- 渋川タウンバス（渋川市）
- 伊香保タウンバス（渋川市・旧伊香保町地区）
- 沼田市バス（沼田市）
- 昭和村営バス（昭和村）
- 川場村営バス（川場村）
- みなかみ町営バス（みなかみ町）
- たかやまバス（高山村）
- 中之条町営バス（中之条町）
- 東吾妻町乗合バス（東吾妻町）
- 草津温泉町内巡回バス（草津町）

### 埼玉県

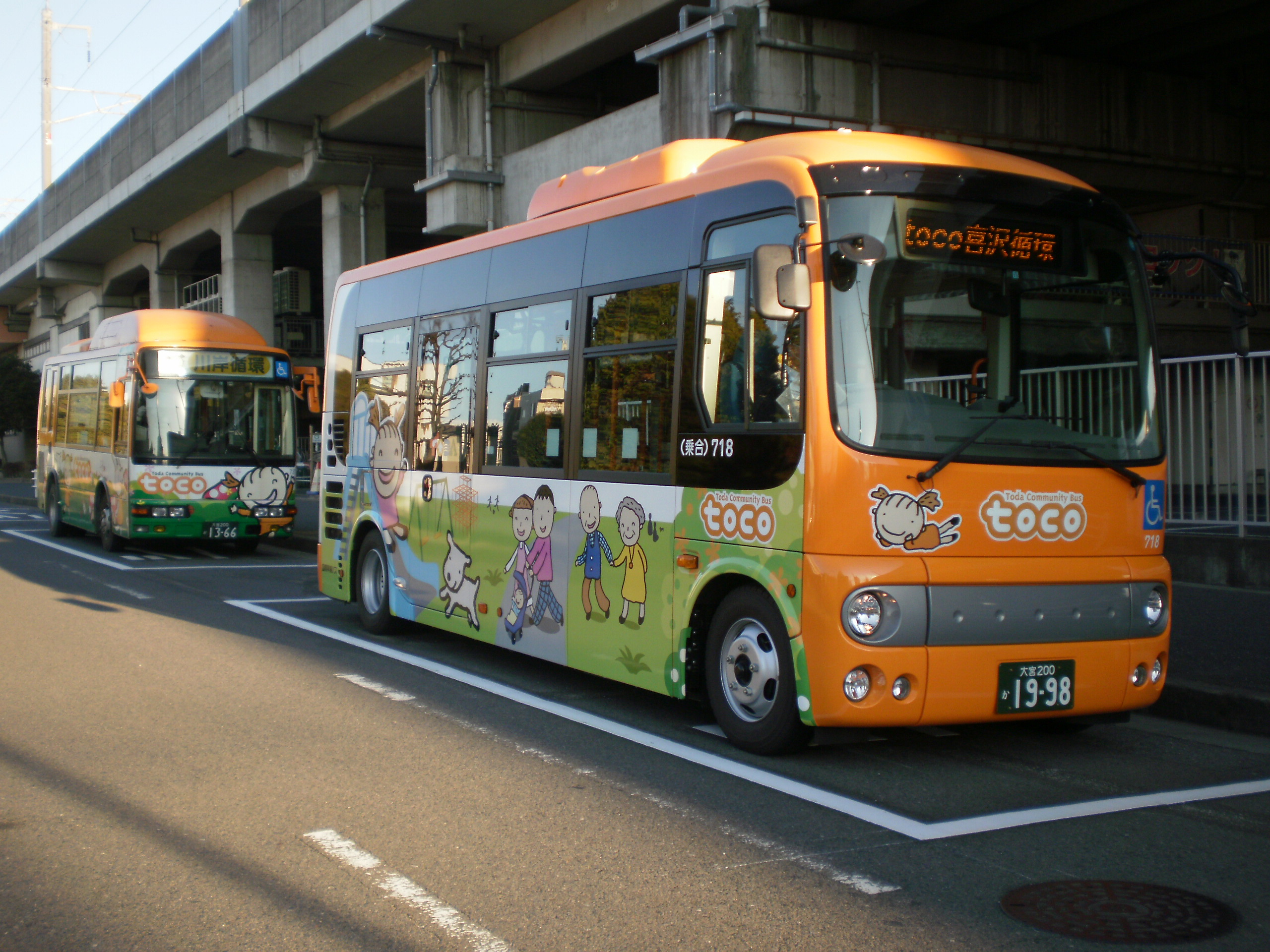
戸田市「toco」

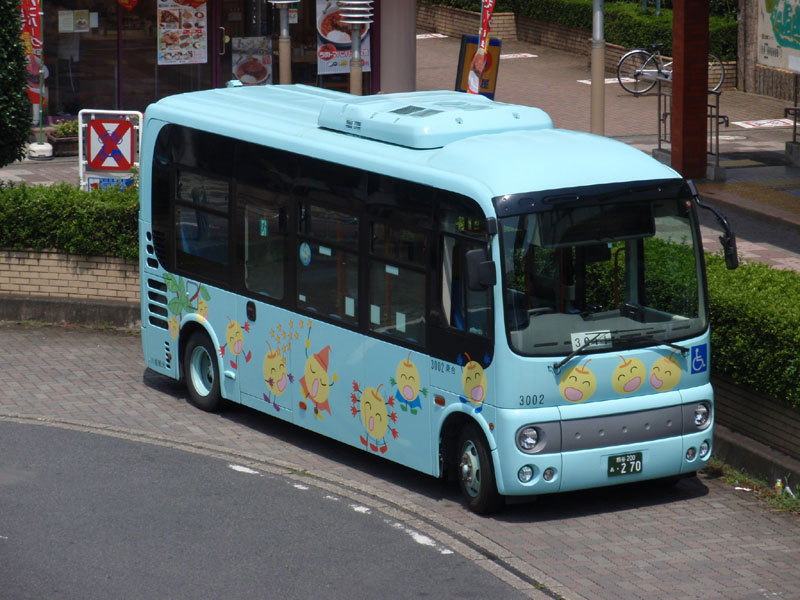
東松山市内循環バス「梨バス」

- toco（戸田市）
- あい・あいバス（羽生市）
- 朝霞市内循環バス「わくわく号」（朝霞市）
- いなまる（伊奈町）
- 入間市内循環バス（入間市）
- 川越シャトル（川越市）
- ぐるっとくん（上尾市）
- 加須市コミュニティバス（加須市）
- 行田市内循環バス（行田市）
- 久喜市内循環バス　(久喜市)
- くるリン（深谷市）
- こむぎっち号（上里町）
- さいたま市コミュニティバス（さいたま市）

合併前の岩槻市・浦和市でもコミュニティバスが運行されていた。
- 坂戸市内循環バス（坂戸市）→さかっちバス・さかっちワゴン

1996年5月7日運行開始、2013年11月1日より「さかっちバス」「さかっちワゴン」に移行。
- 幸手市内循環バス（幸手市）

1996年運行開始、2016年に廃止。2022年よりコミュニティバスを復活させた。
- 狭山市内循環バス（狭山市）
- 秩父市営バス（秩父市）
- つるバス（鶴ヶ島市）
- 所沢市内循環バス（所沢市）
- おでかけむーま号（飯能市）
- にいバス（新座市）
- はにぽんシャトル（本庄市）- 本庄市市内循環バスから転換。
- パリポリくんバス（草加市）
- 春バス（春日部市）
- 東松山市内循環バス（東松山市）
- ふれあい号（富士見市）
- ぷらっとわらび（蕨市）
- フラワー号（鴻巣市）
- べにばなGO（桶川市）
- 三郷・地域コミュニティバス（三郷市）
- みんななかまバス（川口市）

合併に伴い、鳩ヶ谷市のミニは〜とを統合。
- 八潮市コミュニティバス（八潮市）
- ゆうゆうバス（熊谷市）
- 和光市内循環バス（和光市）
- 小鹿野町営バス（小鹿野町）
- 杉戸町内巡回バス（杉戸町）
- 鳩山町内循環バス（鳩山町）
- 皆野町営バス（皆野町）
- 宮代町町内循環バス（宮代町）
- もろバス（毛呂山町）

### 千葉県
- 若葉区コミュニティバス（千葉市若葉区）
  - さらしなバス、おまごバス、いずみバス
- 花まわる号（千葉市花見川区）[19]
- 習志野市ハッピーバス（習志野市）

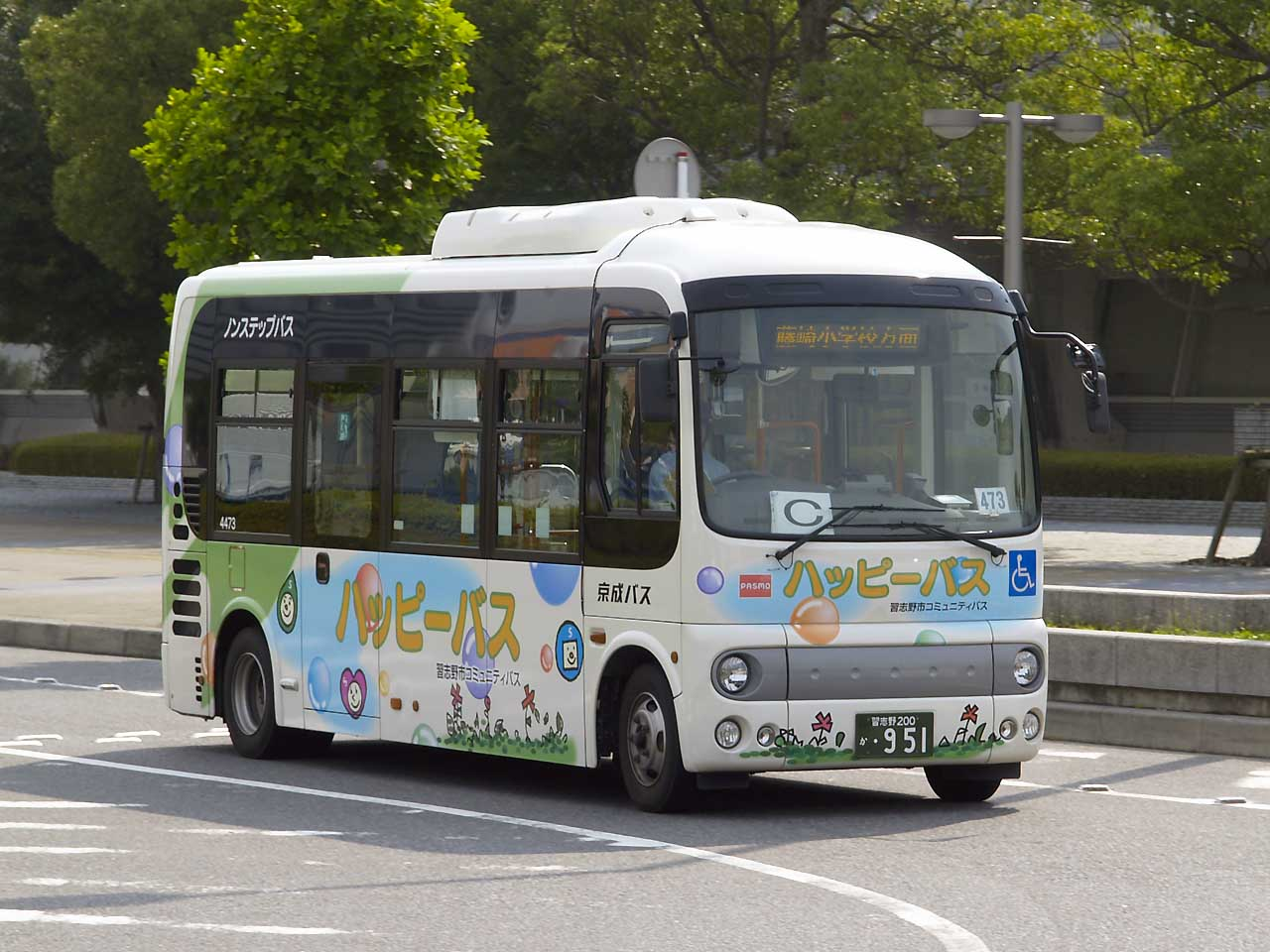
習志野市「ハッピーバス」

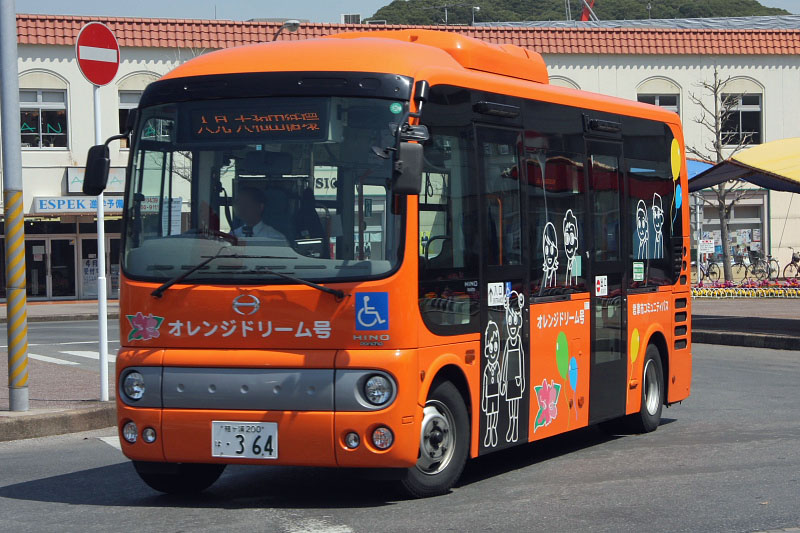
君津市コミュニティバス

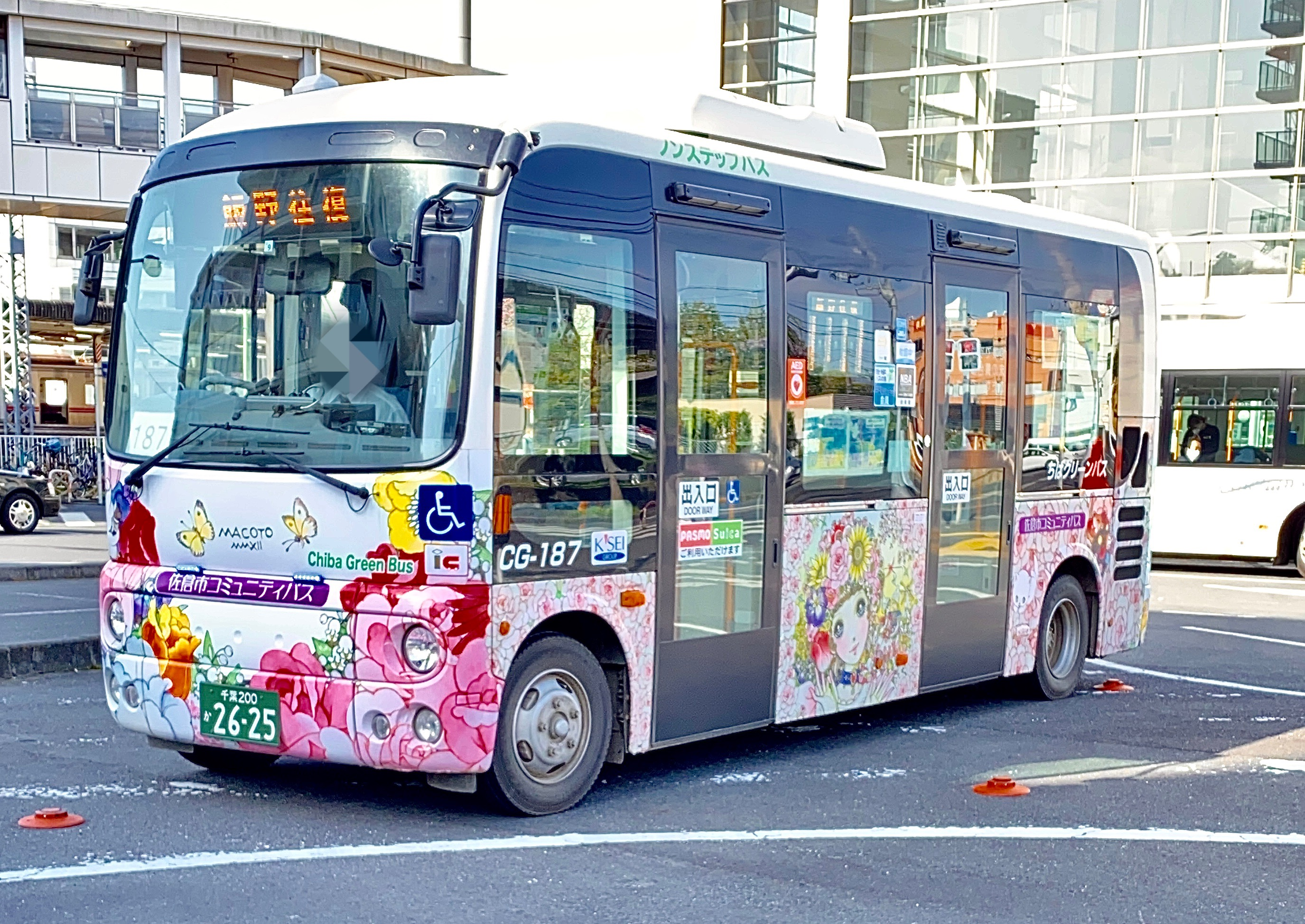
佐倉市コミュニティバス

- 東習志野・実籾地域バス「ナラシド♪バス」（習志野市）
- 市川市コミュニティバス（市川市）
- おさんぽバス（浦安市）
- あびバス（我孫子市）
- アイバス（我孫子市）
- 八千代市コミュニティバス（八千代市）
- 松戸市コミュニティバス「ゆめいろバス」（松戸市）2017年12月16日より中和倉コースで実証運行中[20]
- かしわコミュニティバス（柏市）
- まめバス（野田市）
- 流山ぐりーんバス（流山市）
- ききょう号（鎌ケ谷市）
- 白井市コミュニティバス「ナッシー号」（白井市）
- 印西市ふれあいバス（印西市）
- 栄町循環バス（栄町）
- 市内循環バスヨッピィ（四街道市）
- 佐倉市コミュニティバス（佐倉市）
- ユーカリが丘コミュニティバス（佐倉市）
- 八街市ふれあいバス（八街市）
- 富里市循環バス さとバス（富里市）
- 成田市コミュニティバス（成田市）
- 芝山ふれあいバス（芝山町）
- 多古町循環バス（多古町）
- 神崎町循環バス（神崎町）
- 香取市内循環バス（香取市）
  - 佐原循環バス、小見川循環バス、山田循環バス、栗源循環バス
- 旭市コミュニティバス（旭市）
- 匝瑳市内循環バス（匝瑳市）
- 横芝光町循環バス（横芝光町）
- 山武市基幹バス（山武市）
- 東金市内循環バス（東金市）
- 大網白里市コミュニティバス（大網白里市）
- 茂原市民バス（茂原市）
- 長南町巡回バス（長南町）
- 睦沢町巡回バス（睦沢町）
- いすみ市民バス（いすみ市）
- 鴨川市コミュニティバス（鴨川市）
- コスモス南総（市原市）
- 君津市コミュニティバス（君津市）
- 鋸南町営循環バス（鋸南町）
- 南房総市営路線バス（南房総市）[21]

### 東京都

#### 東京23区

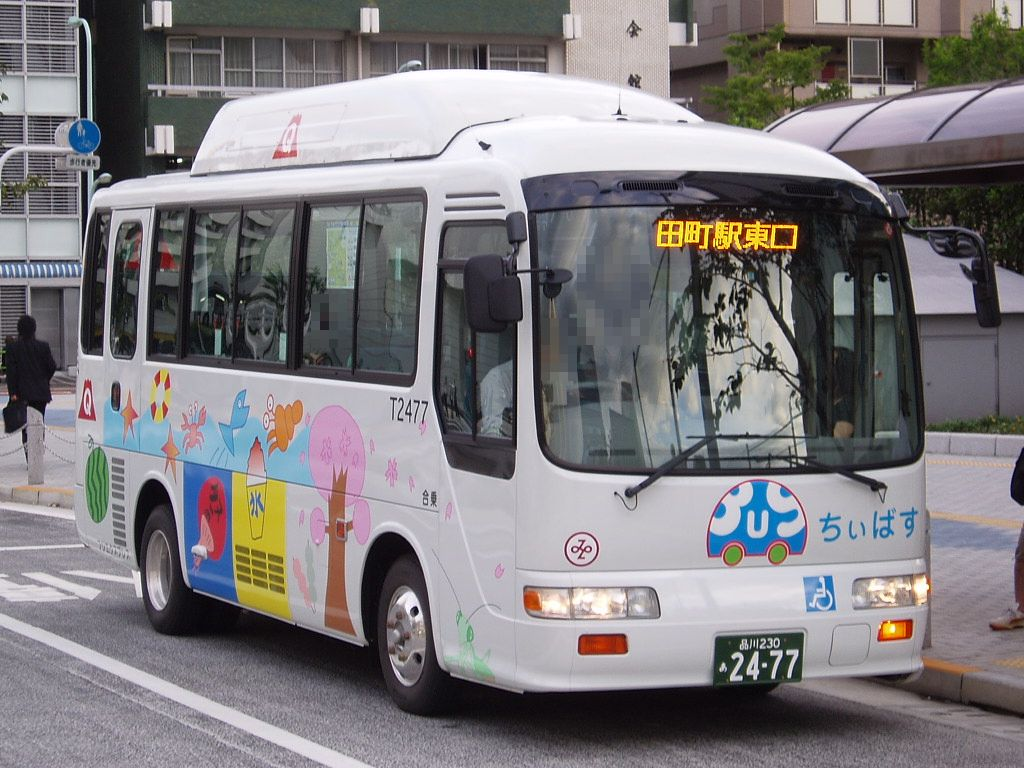
港区「ちぃばす」

中野区はかつて運行していたが一般路線へ移行した（#東京都の廃止路線を参照）。
江戸川区は、2022年4月11日から2023年6月30日にかけて「コミュニティ交通」の試験運行を実施した。
- 風ぐるま（千代田区)
- 中央区コミュニティバス「江戸バス」（中央区）
- ちぃばす（港区）
- お台場レインボーバス（港区）
- 新宿WEバス（新宿区）
- Bーぐる（文京区）
- めぐりん（台東区）
- 墨田区内循環バス「すみだ百景 すみまるくん・すみりんちゃん」（墨田区）
- しおかぜ（江東区）
- しなバス（品川区）- 2022年3月28日、試験運行開始[22]。
- さんまバス（目黒区）[23][24] - 目黒区では、自由が丘では民間団体が自主運行する「サンクスネイチャーバス」があり、区も協力している[25]。
- 大田区コミュニティバス「たまちゃんバス」（大田区）
- 世田谷区コミュニティバス（世田谷区）
  - タマリバーバス
  - せたがやくるりん

世田谷区にはこの他にも、区が運行経費を補助することでコミュニティバスとして運行する路線がある[26]。
- ハチ公バス（渋谷区）
- すぎ丸（杉並区）
- 豊島区地域公共バス（豊島区）
- IKEBUS（豊島区）
- 北区コミュニティバス（北区）
- 荒川区コミュニティバス（荒川区）
- りんりんGO（板橋区）
- みどりバス（練馬区）
- はるかぜ（足立区）
- さくら（葛飾区）

#### 多摩地域

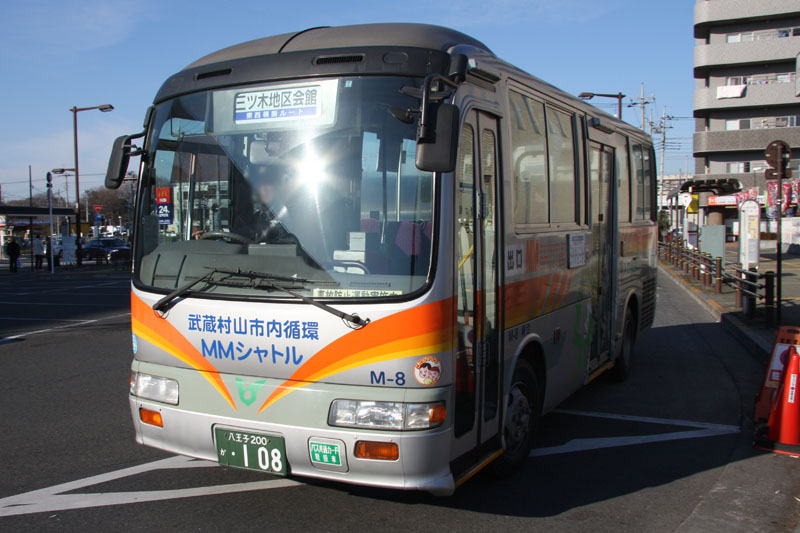
武蔵村山市「MMシャトル」
（1980年開業）

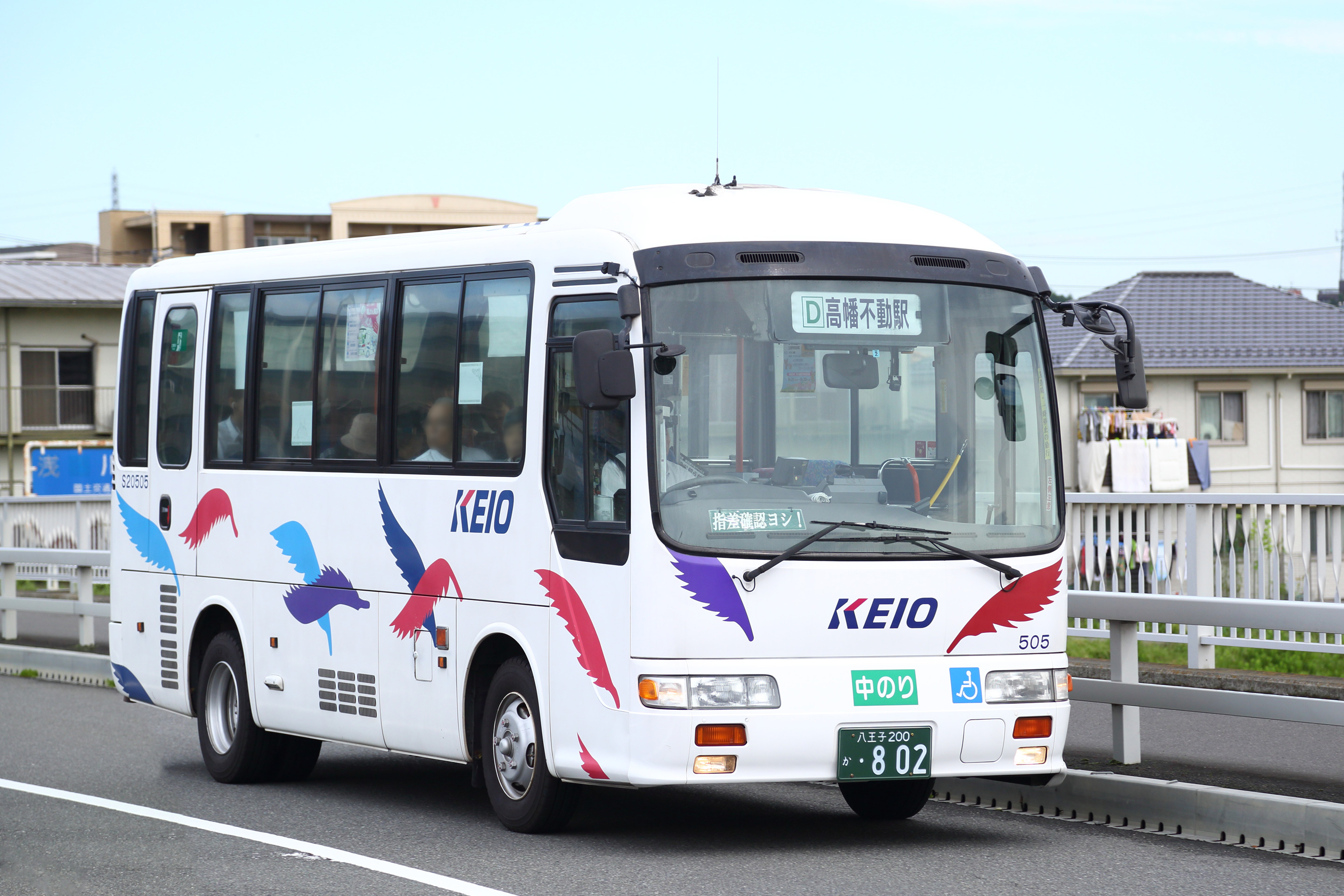
日野市ミニバス
（1986年開業）

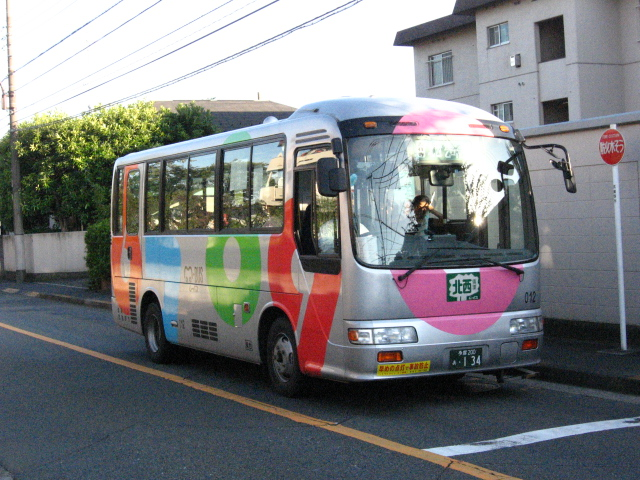
武蔵野市「ムーバス」
（1995年開業）

多摩地域では、青梅市と奥多摩町を除きコミュニティバス（デマンドバスを含む）を運行している。ただし福生市の「福祉バス」は高齢者や障害者などの交通弱者専用である。
- はちバス（八王子市）
- くるりんバス（立川市）
- ムーバス（武蔵野市）
- みたかシティバス（三鷹市）
- ちゅうバス（府中市）
- Aバス（昭島市）
- 調布市ミニバス（調布市）
- 町田市コミュニティバス
  - 町田市民バス「まちっこ」（町田市）
  - 町田市玉川学園地区コミュニティバス「玉ちゃんバス」（町田市）
  - 町田市コミュニティバス「かわせみ号」（町田市）
- CoCoバス（小金井市）
- にじバス（小平市）
- 日野市ミニバス（日野市）
- グリーンバス（東村山市）
- ぶんバス（国分寺市）
- くにっこ（国立市）
- 福生市福祉バス（福生市）- 運賃無料、乗車証の交付を受けた市民専用。
- こまバス（狛江市）
- ちょこバス（東大和市）
- きよバス（清瀬市）
- デマンド型交通「くるぶー」（東久留米市）[27] - 2020年3月16日運行開始[28]。事前登録した市民専用[29]。
- MMシャトル（武蔵村山市）
- 多摩市ミニバス（多摩市）
- iバス（稲城市）
- はむらん（羽村市）
- るのバス（あきる野市）
- はなバス（西東京市）- 保谷市「キャンバス」を継承。
- 瑞穂町コミュニティバス（瑞穂町）- 瑞穂町福祉バスをコミュニティバスへ移行。
- 日の出町コミュニティバス「ぐるり〜ん ひのでちゃん」（日の出町）
- 檜原村デマンドバス「やまびこ」（檜原村）

#### 島嶼部

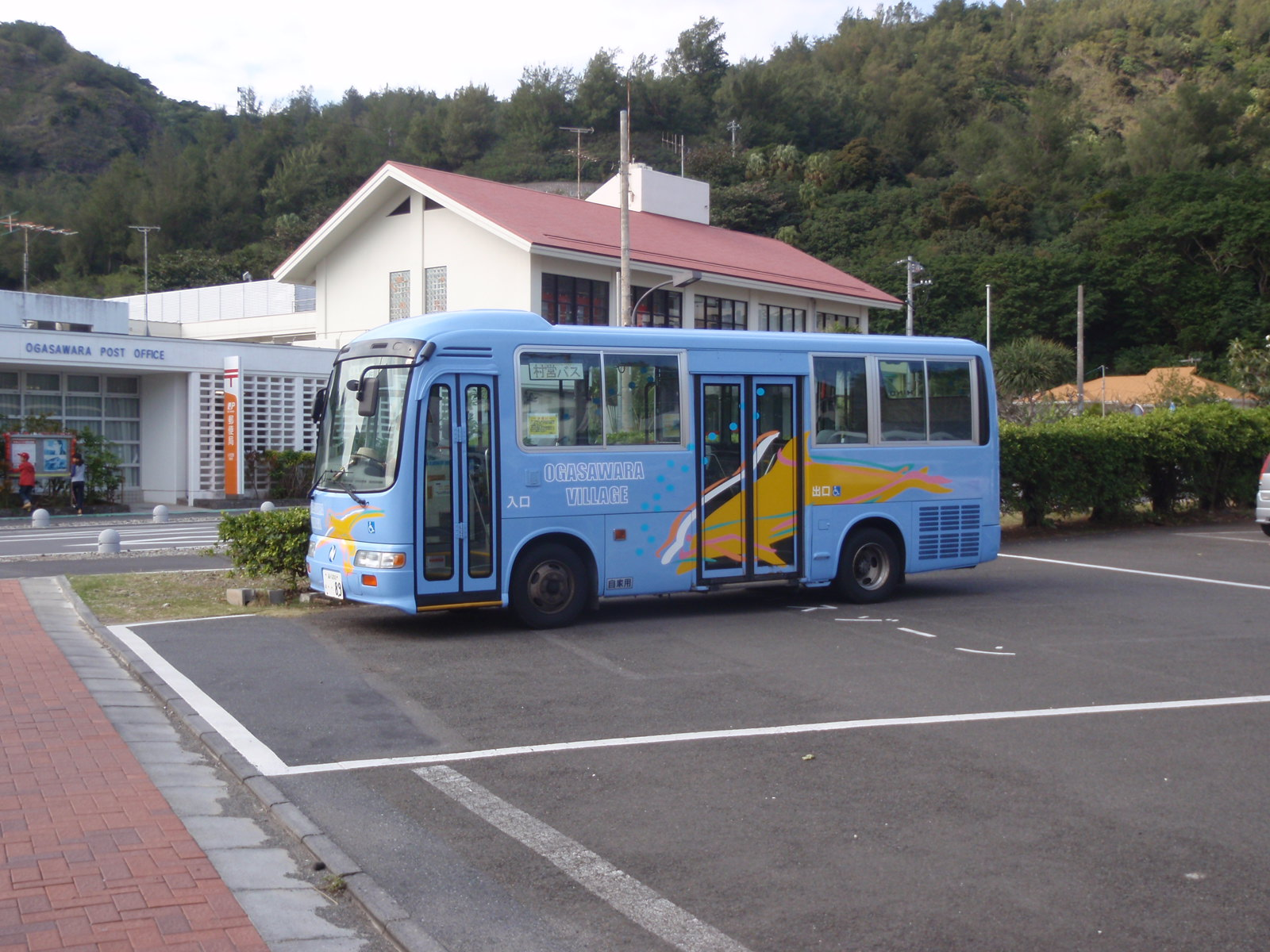
小笠原村営バス

東京都島嶼部では、大島町、八丈町、三宅村、利島村、御蔵島村、青ヶ島村を除きコミュニティバス（町村営バスを含む）を運行している。
大島町には民間の大島旅客自動車（大島バス）、八丈町、三宅村には地方公営企業法に基づく公営バスの八丈町営バス・三宅村営バスがあるが、利島村、御蔵島村、青ヶ島村にはバス自体が存在しない。
- 新島村ふれあいバス（新島村）
- 神津島村営バス（神津島村）
- 小笠原村営バス（小笠原村）

### 神奈川県
- 横浜市
  - こすずめ号（横浜市戸塚区・栄区）
  - Eバス（横浜市泉区）
  - 四季めぐり号（横浜市旭区）
- 川崎市
  - 山ゆり号（川崎市麻生区）
  - あじさい号（川崎市多摩区）
- 相模原市
  - せせらぎ号（相模原市緑区）
  - ピンくる号（相模原市中央区）
- ハマちゃんバス（横須賀市） - 浜見台地区で運行[30]。2018年（平成30年）12月試験運行開始[30]、2019年（令和元年）12月2日本格運行開始[30]。日の出タクシー株式会社[31] に運行委託[30]。
- 平塚市シャトルバス（平塚市）
- 鎌倉市
  - 京浜急行バス鎌倉営業所、江ノ電バス湘南営業所が担当する一部のミニバス路線をコミュニティバスとして扱っている。ただし市は運行経費の補助は行わず、車両購入やバス停設置など初期投資についてのみ国と市が補助を行うとしている[32]。
- 藤沢市
  - 湘南すまいるバス（高齢者福祉バス）- 事前登録した高齢者専用[33]
  - のりあい善行（乗合タクシー）[34]
- えぼし号（茅ヶ崎市）
- 行け行けぼくらのかみちゃん号（秦野市上地区、株式会社愛鶴が運行受託）[35]
- 大和市
  - のろっと（大和市）
  - やまとんGO（大和市）
- 海老名市コミュニティバス（海老名市）
- ザマフレンド号（座間市）
- 綾瀬市コミュニティバスかわせみ（綾瀬市）
- 寒川町コミュニティバスもくせい号（寒川町）
- 二宮町コミュニティバス（二宮町）
- 大井町新公共交通システム（大井町）[36]
- 山北町循環バス（山北町）
- 開成町福祉コミュニティバス（開成町）
- 真鶴町コミュニティバス（真鶴町）
- 湯河原町コミュニティバス（湯河原町）
- 愛川町内循環バス（愛川町）

## 中部地方

### 山梨県
- 甲府市営バス（甲府市）- 2008年に廃止され富士急平和観光に路線移管された。2016年に一般路線バス撤退後の廃止代替バス「上九一色・中道地区コミュニティバス」として再び運行開始[37]。甲府市上九一色地区（旧・上九一色村）と中心市街地を結び、市立甲府病院や身延線南甲府駅へ接続する[37]。車両は富士急バス[38] のリゾートエクスプレスカラーのトヨタ・ハイエースを使用する[37]。
  - 旧上九一色村北部の古関（現：甲府市）と市立甲府病院間を運行していた「上九一色・中道地区コミュニティバス」は、中道南小学校や笛南中学校、甲府城南病院を経由し、旧上九一色村の児童生徒の通学や高齢者の通院に利用されてきた[39]。甲府市では起終点を市立甲府病院から南甲府駅へ延伸し、経由地に大型商業施設などを加えて利便性を向上した[39]。
- 甲斐市民バス（甲斐市）
- 南部町営バス（南部町）
- 韮崎市民バス（韮崎市）
- 北杜市民バス（北杜市）
- 早川町乗合バス（早川町）
- 甲州市市民バス（甲州市）[39]
- 中央市コミュニティバス（中央市）[39]
- 山梨市営バス（山梨市）[39]
- 身延町営バス（身延町）[39]
- 富士川町コミュニティバス（富士川町）[39]
- 笛吹市営バス（笛吹市）[39]
- 南アルプス市コミュニティバス（南アルプス市）- 山梨交通が受託[39][40]。
- 南アルプス市営バス（南アルプス市、南アルプス市営登山バス）- 芦安観光トラベルサービスが受託[41]。旧芦安村営バス（画像あり）。南アルプス市コミュニティバスとは異なる。なお南アルプス市コミュニティバスも旧芦安村地区で路線を運行している。

### 長野県
- 上松町地域振興バス（上松町）
- 安曇野市営バス (安曇野市)
- 安曇野市明科地域循環バス (安曇野市)
- 安曇野市豊科地域振興バス (安曇野市)
- 安曇野市三郷福祉バス (安曇野市)
- あざみ号（下諏訪町）
- 伊那市街地循環バス（イーナちゃんバス）（伊那市）
- 長谷循環バス（伊那市）
- 小谷村営バス（小谷村）
- かりんちゃんバス（諏訪市）
- 木曽町生活交通システム（木曽町）
- ぐるりん号（長野市）
- 塩尻市地域振興バス（すてっぷくん）（塩尻市）
- シルキーバス（岡谷市）
- 飯田市民バス（飯田市）
- スワンバス（岡谷市・諏訪市・下諏訪町）
- 西部コミュニティバス（根羽村・平谷村・阿智村）
- タウンスニーカー（松本市）
- たてしなスマイル交通（立科町）
- 千曲市循環バス（千曲市)
- 南木曽町新交通システム（南木曽町）
- 南部コミュニティバス（阿南町・泰阜村・下條村・飯田市）
- ビーナちゃん（茅野市）
- 大町市民バス（ふれあい号）（大町市）
- 川上村営バス（川上村）
- みのちゃんバス（箕輪町）
- まっくんバス（南箕輪村）

### 新潟県
- 区バス (新潟市)（新潟市内7区、中央区を除く）
- 住民バス（新潟市内4区）
- 新潟市観光循環バス（新潟市中央区）
- 新発田市コミュニティバス（新発田市）
- 五泉市ふれあいバス（五泉市）
- 燕市福祉巡回バス（燕市）
- 聖籠エコミニバス（聖籠町）
- 阿賀野市営バス（阿賀野市）
- 弥彦村巡回バス（弥彦村）
- 加茂市営市民バス（加茂市）
- 三条市循環バス（ぐるっとさん）（三条市）
- 長岡市中央循環バス（くるりん）（長岡市）
  - 小国地域生活交通大貝線（オーケーバス）（長岡市小国地域）
  - 長岡市越路地域循環バス（雪ぼたる）（長岡市越路地域）
  - 川口地域バス（黄色いバス）（長岡市川口地域）
  - クローバーバス（長岡市山古志地域）
- 柏崎市街地循環バス（かざぐるま）（柏崎市）
- 見附市営バス（見附市）
- 粟島浦村コミュニティバス（粟島浦村）

### 富山県
- まいどはやバス（富山市）
- ぐるっとBUS（富山市）
- 富山港線フィーダーバス（富山市）
- 呉羽いきいきバス（富山市呉羽地区）
- 堀川南地域コミュニティバス（富山市堀川南地区）
- 水橋ふれあいコミュニティバス（富山市水橋地区）
- 婦中コミュニティバス（富山市婦中地区）
- 富山市コミュニティバス（富山市）
  - 八尾コミュニティバス（富山市八尾地区）
  - 大山コミュニティバス（富山市大山地区）
  - 山田コミュニティバス（富山市山田地区）
- 魚津市民バス（魚津市）
- 小矢部市営バス（小矢部市）
- 射水市コミュニティバス（射水市）
- のらんマイ・カー（入善町）
- ますがた、やまびこ、なだうら（氷見市）
- のる my car（滑川市）
- 砺波市営バス（砺波市）
- 南砺市営バス（南砺市）
- 上市町営バス（上市町）
- 立山町営バス（立山町）
- あさひまちバス（朝日町）

### 石川県
- 金沢ふらっとバス（金沢市）
- 七尾市コミュニティバス（七尾市）
- のみバス（能美市）
- めぐーる（白山市）
- のっティ・のんキー（野々市市）
- のらんけバス（輪島市）
- 愛のりバス（輪島市）
- なだバス ナディ（内灘町）
- 小松市コミュニティバス（小松市）
- るんるんバス（羽咋市）
- なないろバス（志賀町）
- 穴水町営バス（穴水町）
- 津幡町営バス（津幡町）
- 能登町営バス（能登町）

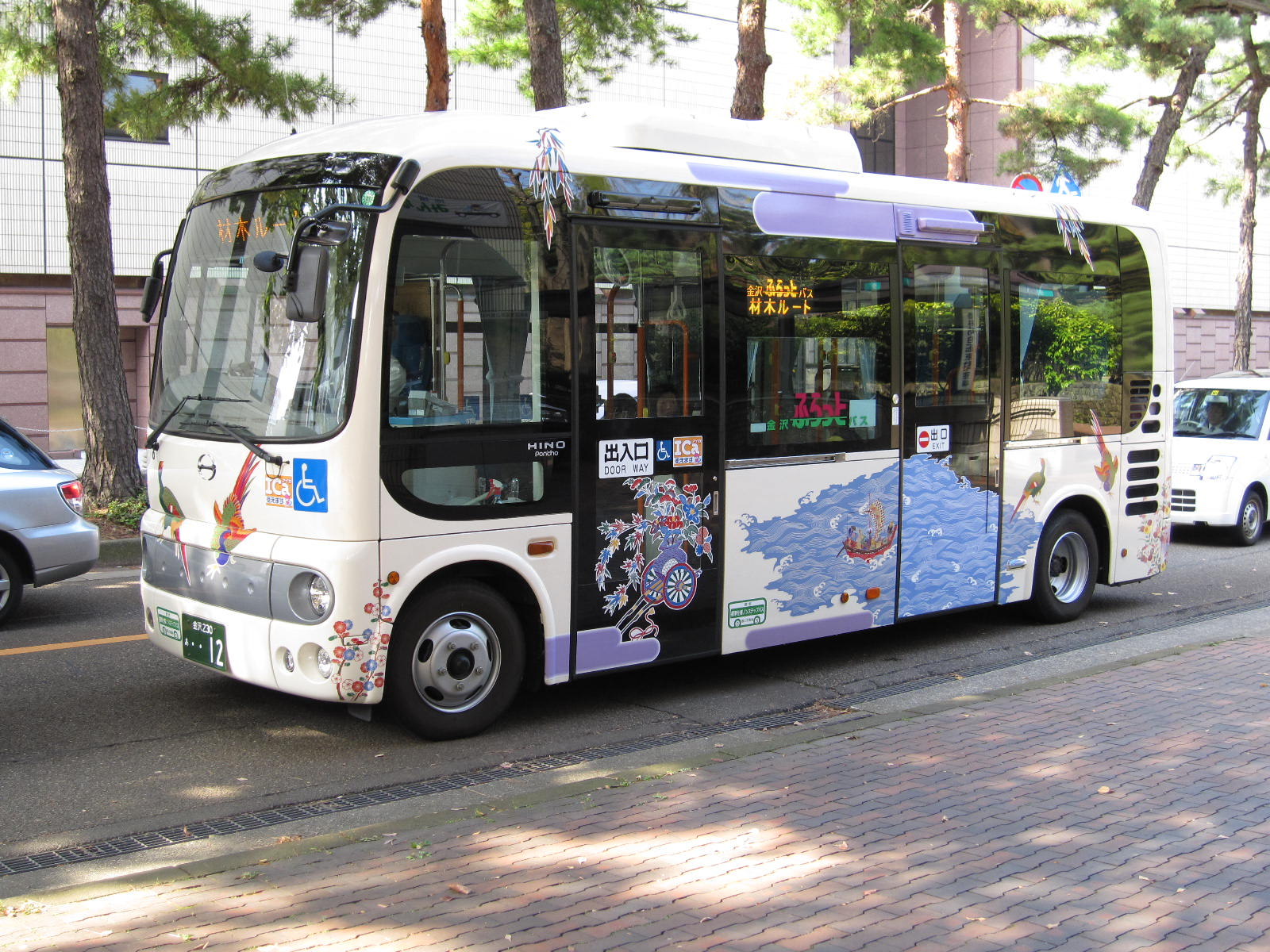
金沢市「金沢ふらっとバス」（材木ルート）

- 柳田住民利用スクールバス（能登町柳田地区）
- 中能登町コミュニティバス（中能登町）
- かしま循環バス（中能登町鹿島地区）
- ゆう友バス（中能登町鳥屋地区）
- まほろば号（中能登町鹿西地区）
- まごころバス・なないろバス（志賀町）
- のらんちゴー（宝達志水町）

### 福井県

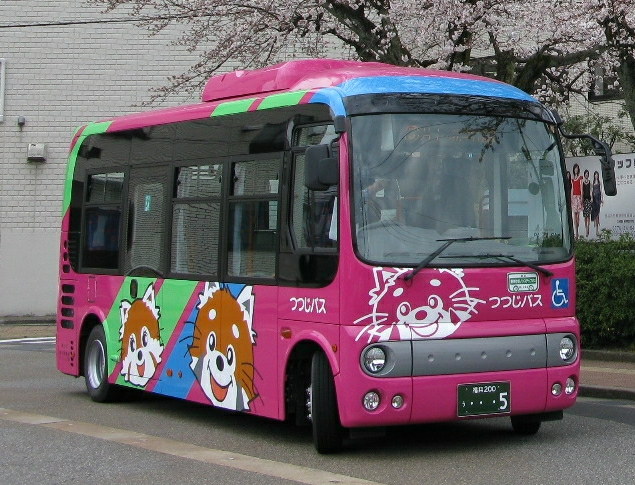
鯖江市「つつじバス」

- 福井市地域コミュニティバス運行支援事業[42]（福井市郊外）

  - 酒生いきいきバス
  - 日新さんさんバス
  - 森田地域コミュニティバス
- つつじバス（鯖江市）
- 越前市市民バス（越前市）
- 坂井市コミュニティバス（坂井市）
- 越前おおのまちなか循環バス（ゆう・ゆうバス）（大野市）
- 勝山市コミュニティバス（勝山市）
- フレンドリー号（越前町）
- 敦賀市コミュニティバス（敦賀市）
- あいあいバス（小浜市）
- 永平寺町コミュニティバス（永平寺町）

### 岐阜県
- 岐阜市コミュニティバス（岐阜市）
- 各務原市ふれあいバス（各務原市）
- あい愛バス（美濃加茂市）
- のらマイカー（高山市）
- げろバス（下呂市）
- 飛騨市営バス「ひだまる」（飛騨市）
- 多治見市自主運行バス（多治見市）
- ききょうバス（多治見市）
- 市之倉トライアングルバス（多治見市）
- 土岐市民バス（土岐市）
- さつきバス（可児市）
- 瑞浪市コミュニティバス（瑞浪市）
- みずほバス（瑞穂市）
- 本巣市市営バス（本巣市）
- 羽島市コミュニティバス（羽島市）
- 海津市コミュニティバス（海津市）
- 笠松町公共施設巡回町民バス（笠松町）
- 安八コミュニティバス（安八町）
- 関市内巡回バス（関市）
- 郡上市自主運行バス（郡上市）
- 揖斐川町コミュニティバス（揖斐川町）
- 大垣市コミュニティバス（大垣市）
- 輪之内町コミュニティバス（輪之内町）
- 養老町オンデマンドバス（養老町）
- 垂井町巡回バス（垂井町）
- 関ケ原町ふれあいバス（関ケ原町）
- ハーバス（山県市）
- 恵那市自主運行バス（恵那市）
- 中津川市コミュニティバス（中津川市）
- 坂祝町コミュニティバス（坂祝町）
- 七宗町営バス（七宗町）
- 川辺町福祉バス（川辺町）
- ふれあいバス（御嵩町）
- YAOバス（八百津町）
- 八百津町西部コミュニティバス（八百津町）
- 岐南町コミュニティバス（岐南町）
- 池田町コミュニティバス（池田町）

### 静岡県
- 浜松市自主運行バス（浜松市浜名区・天竜区）
  - 北遠本線
  - 奥山～気賀駅前線
  - 浜松北地域バス「にこにこバス」
  - 引佐地域バス「いなさみどりバス」
  - 細江地域バス「細江みをつくしバス」
  - 三ヶ日地域バス「三ヶ日オレンジふれあいバス」
  - 浜北地域バス「浜北コミュニティバス」
  - 天竜地域バス「天竜ふれあいバス」
  - 龍山地域バス「龍山ふれあいバス」
  - 水窪地域バス「水窪ふれあいバス」
  - 佐久間地域バス「佐久間ふれあいバス」
  - 春野地域バス「春野ふれあいバス」
- 磐田市生活バス路線「掛塚磐田駅線」（磐田市）
- 掛川市自主運行バス（掛川市）
- 袋井市自主運行バス（袋井市）
- 焼津市自主運行バス（焼津市）
- 藤枝市自主運行バス（藤枝市）
- 島田市自主運行バス（島田市）
- 島田市コミュニティバス（島田市）
- 御前崎市自主運行バス（御前崎市）
- 牧之原市自主運行バス（牧之原市）
- 静岡市自主運行バス（静岡市）
  - 駿府浪漫バス
  - 井川地区自主運行バス
  - 両河内線自主運行バス「ココバス（宍原系統は除く）」
  - 藁科地区デマンドバス
  - 竜爪山線りゅうそう号
  - 長田地区コミュニティバス
  - 由比コミュニティバス｢ゆいばす｣
  - 由比・蒲原病院線自主運行バス
- 富士市コミュニティバス（富士市）
  - ひまわりバス
  - しおかぜ
  - こうめ
  - みなバス
  - うるおい
  - ナイトシャトル
  - モーニングシャトル
- ミューバス（沼津市）
- 沼津市コミュニティバス（沼津市）
- 沼津市自主運行バス（沼津市）
- ふじみgo!（沼津市）
- 宮バス（富士宮市）
- 三島市コミュニティバス（三島市）
- 三島市自主運行バス（三島市）
- 湖西市コミュニティバス「コーちゃんバス」（湖西市）
- 森町営バス（森町）
- 菊川市コミュニティバス（菊川市）
- 川根本町営バス（川根本町）
- 長泉町コミュニティバス（長泉町）
- 長泉町長泉北小学校 - 桃沢郷線（長泉町）
- 清水町内循環バス（清水町）
- 小山町コミュニティバス（小山町）
- 伊東市自主運行バス（伊東市）
- 伊豆市自主運行バス（伊豆市）
- 伊豆の国市自主運行バス（伊豆の国市）
- 観光周遊型バス「歴バスのる～ら」（伊豆の国市）
- 下田市自主運行バス（下田市）
- 下田市コミュニティバス（下田市）
- 東伊豆町自主運行バス（東伊豆町）
- 河津町営バス（河津町）
- 河津町自主運行バス（河津町）
- 南伊豆町自主運行バス（南伊豆町）
- 松崎町自主運行バス（松崎町）
- 西伊豆町自主運行バス（西伊豆町）

### 愛知県
・ごんくるバス(半田市)
- 地域巡回バス（名古屋市） - 名古屋市交通局（名古屋市営バス）が運行。
- かすがいシティバス（春日井市）
- こまき巡回バス（小牧市）
- 弥富市コミュニティバス（弥富市）
- i-バス（一宮市）
- きよすあしがるバス（清須市）
- 津島市ふれあいバス（津島市）
- 愛西市巡回バス（愛西市）
- あま市巡回バス（あま市）
- きたバス（北名古屋市）
- とよやまタウンバス（豊山町）
- 大口町コミュニティーバス（大口町）
- 飛島公共交通バス（飛島村）
- あさぴー号（尾張旭市）
- いこまいCAR（江南市）
- 瀬戸市コミュニティバス（瀬戸市）
- 犬山市コミュニティバス（犬山市）
- 稲沢市コミュニティバス（稲沢市）
- ひまわりバス（豊明市）
- くるりんばす（日進市）
- N-バス（長久手市）
- じゅんかい君（東郷町）
- 大府市循環バス（大府市）
- らんらんバス（東海市）
- あいあいバス（知多市）
- 半田市公共交通バス（半田市）
- 武豊町コミュニティバス（武豊町）
- う・ら・ら（東浦町）
- 海っ子バス（南知多町）
- 豊田市のコミュニティバス一覧（豊田市）
  - とよたおいでんバス
    - 中心市街地玄関口バス - とよたおいでんバスの一路線。

  - 豊田市福祉バス
  - ふれあいバス（豊田市高岡地区）
  - ともえ号（豊田市松平地区）
  - しもやまバス（豊田市下山地区）
  - 足助地域バス「あいま〜る」（豊田市足助地区）[43] → 豊田市のコミュニティバス一覧#交通空白地域対策が主目的なものも参照。
  - 稲武地域バス（どんぐり号）（豊田市稲橋・武節地区）
  - 旭地域バス（豊田市旭地区）
- おでかけ北設（設楽町・東栄町・豊根村）
- さんさんバス（みよし市）
  - いいじゃんライン
  - くろまつライン
  - さつきライン
- あんくるバス（安城市）
- かりまる（刈谷市）
- ミニバス（知立市）
- くるくるバス（碧南市）
- いきいき号（高浜市）
- 六万石くるりんバス（西尾市）
- えこたんバス（幸田町）
- くるりんバス (蒲郡市)（蒲郡市）[44]
  - 形原地区支線バス「あじさいくるりんバス」
  - 東部地区支線バス「とがみくるりんバス」
  - 西部地区支線バス「みかんの丘くるりんバス」
  - 三谷地区支線バス「おおしまくるりんバス」
  - 大塚地区支線バス「ひめはるくるりんバス」
- 「地域生活」バス・タクシー（豊橋市）[45]
  - 東部東山線「やまびこ号」（豊橋市東部地区）
  - 柿の里バス（豊橋市北部地区）
  - しおかぜバス（豊橋市前芝地区）
  - かわきたバス「スマイル号」（豊橋市川北地区）
  - 乗合タクシー「愛のりくん」（豊橋市南部地区）
- 田原市ぐるりんバス（田原市）
- 額田地域コミュニティ交通（岡崎市額田地区）[46]
- 美浜町巡回ミニバス（美浜町）[47]
- 阿久比町循環バス「アグピー号」（阿久比町）[48]
- お散歩バス（蟹江町）[49]
- 福祉巡回バス（大治町）[50]

## 近畿地方

### 三重県
- 木曽岬町自主運行バス（木曽岬町）
- K-バス（桑名市）
- 東員町オレンジバス（東員町）
- いなべ市福祉バス（いなべ市）
- 大安町内巡回福祉バス（いなべ市大安地域）
- 大安⇔阿下喜シャトルバス（いなべ市）
- ふれあいバス（川越）（川越町）
- 四日市市自主運行バス（四日市市）
- 生活バスよっかいち（四日市市）

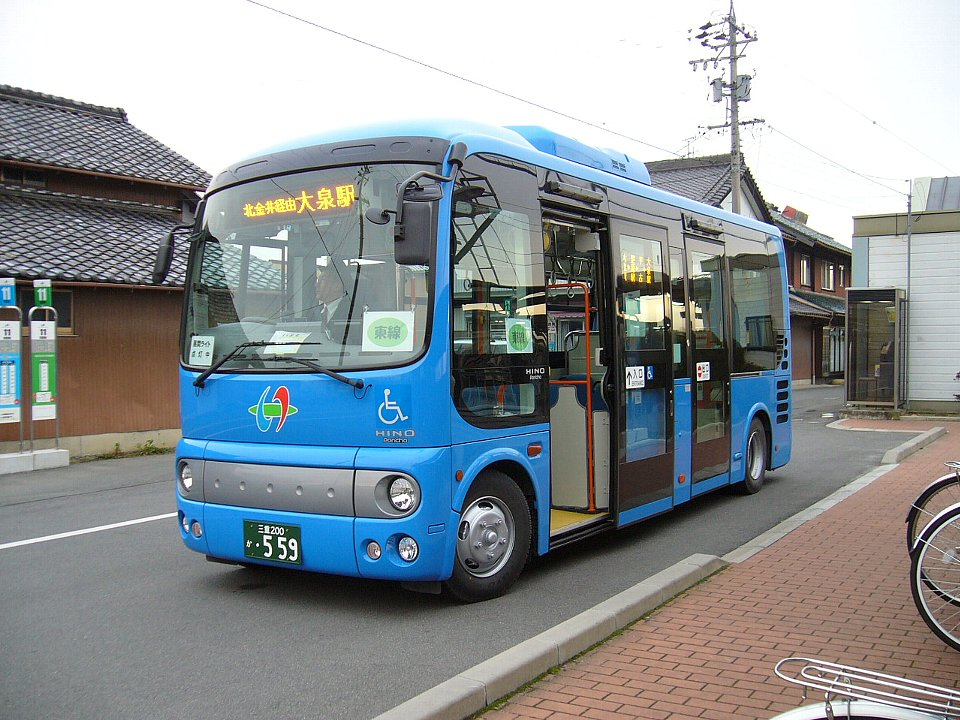
いなべ市「アイバス」

- 菰野町コミュニティバス「かもしか号」（菰野町）
- C-BUS（鈴鹿市）
- 亀山市コミュニティバス（亀山市）
  - さわやか号
  - 東部ルート
  - 南部ルート
  - 西部ルート
  - 加太地区福祉バス
  - 野登・白川地区自主運行バス
- ぐるっと・つーバス（津市）
- 津市コミュニティバス
  - 久居地域
  - 河芸地域
  - 芸濃地域
  - 安濃地域
  - 美里地域
  - 一志地域
  - 白山地域
  - 美杉地域
- 鈴の音バス（松阪市）
- 宇気郷コミュニティバス（松阪市）
- 黒部・東地区コミュニティバス（松阪市）
- 機殿・朝見地区コミュニティバス（松阪市）
- 飯南コミュニティバス「ほほえみ」（松阪市飯南地域）
- 飯高地区コミュニティ交通かはだ（松阪市飯高地域）
- 嬉野おおきんバス（松阪市）
- 多気町町営バス（多気町）
- 明和町町民バス（明和町）
- 玉城町福祉バス（玉城町）
- 伊勢市コミュニティバス「おかげバス」（伊勢市）
- 沼木バス（伊勢市）
- 鳥羽市コミュニティ交通システム「かもめバス」（鳥羽市）
- 磯部地域予約運行型バス「ハッスル号」（志摩市）
- 南伊勢町営バス（南伊勢町）
- 大台町営バス（大台町）
- 大紀町Cバス（大紀町）※町民以外の利用不可
- いこかバス（紀北町）
- 尾鷲市ふれあいバス（尾鷲市）
- 熊野市自主運行バス（熊野市）
- 熊野市・御浜町広域バス（熊野市・御浜町）
- 紀宝町町民バス（紀宝町）
- 上野コミュニティバス「にんまる」（伊賀市上野地域）
- いがまち行政サービス巡回車（伊賀市伊賀地域）
- しまがはら行政サービス巡回車（伊賀市島ヶ原地域）
- 阿山行政サービス巡回車（伊賀市阿山地域）
- 大山田コミュニティバス「どんぐり号」（伊賀市大山田地域）
- 青山行政バス（伊賀市青山地域）
- 名張市コミュニティバス（名張市）
  - 市街地循環型コミュニティバス「ナッキー号」
  - 国津コミュニティバス「あららぎ号」
  - 錦生コミュニティバス「ほっとバス錦」
  - 薦原コミュニティバス「コモコモ号」
  - 緑が丘コミュニティバス「みどり号」
  - 美旗地域コミュニティバス「はたっこ号」

### 滋賀県
- 高島市コミュニティバス（高島市）
- ちょこっとバス（東近江市）
- あかこんバス（近江八幡市）
- 野洲市コミュニティバス「おのりやす」（野洲市）
- 甲賀市コミュニティバス（甲賀市）
  - 「はーとバス」「ハローバス」「あいくるバス」「信楽高原バス」
- 湖南市コミュニティバス「めぐるくん」（湖南市）
- くりちゃんバス（栗東市）
- まめバス（草津市）
- 日野町営バス（日野町）
- 余呉バス（長浜市余呉地域）
- おでかけワゴン（長浜市西浅井地域）

### 京都府
- 京北ふるさとバス（京都市右京区京北地域、旧京北町営バス）
- 醍醐コミュニティバス（京都市伏見区）
- 城陽さんさんバス（城陽市）
- 長岡京はっぴぃバス（長岡京市）
- コミュニティバスやわた（八幡市）
- くずは・男山循環コミュニティバス（八幡市）
- きのつバス（木津川市木津地域）
- 加茂地域コミュニティバス（木津川市加茂地域）
- 山城地域コミュニティバス（木津川市山城地域）
- 精華くるりんバス（精華町）
- 亀岡市コミュニティバス ⇒ 亀岡地区コミュニティバス[51]（亀岡市）
- 亀岡市ふるさとバス（亀岡市）
- 南丹市営バス（南丹市）
- ぐるりんバス（南丹市）
- 京丹波町町営バス（京丹波町）
- 福知山市営バス（福知山市）
- 福知山市内自主運行バス（福知山市）
- 舞鶴市内自主運行バス（舞鶴市）- 舞鶴市自主運行協議会が運行主体となる自治体バス[52]。1973年11月運行開始[53]。
- あやバス（綾部市）
- 京丹後市営バス（京丹後市）
- ひまわり（与謝野町）
- 京阪東ローズタウンコミュニティバス（京田辺市）
- 宇治田原町コミュニティバス ⇒ うじたわLIKEはーとバス[54]（宇治田原町、奥山田・湯屋谷地区コミュニティバス） - 区・自治会が運営し、町が車両の貸与や補助金交付を行う[55]。
- 宇治田原町福祉バス（宇治田原町）
- 笠置町営循環バス（笠置町） - 町民以外の利用不可[56]。

### 大阪府

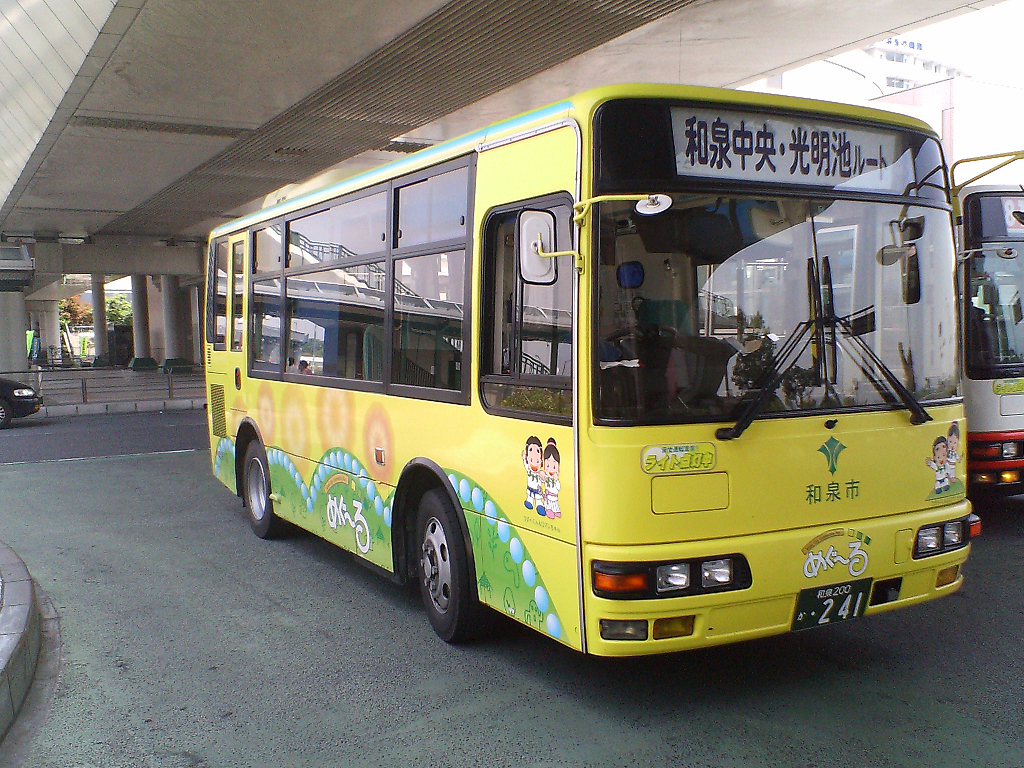
めぐ〜る（和泉市）

- あさひあったかバス（大阪市旭区）- 赤バスを承継[57]。
- 西田辺瓜破西線（大阪市阿倍野区・東住吉区・平野区）- 赤バスを承継。
- あびこ天美北線（大阪市住吉区・東住吉区・松原市）
- うめぐるバス（大阪市北区）
- 公共施設巡回バス・セッピィ号（摂津市）
- 摂津市内循環バス（摂津市）
- すいすいバス（吹田市・摂津市・茨木市）
- オレンジゆずるバス（箕面市・池田市）
- 門真南ルートワゴン型バス（門真市）
- ねやBUS（寝屋川市）
- おりひめバス（交野市）
- 四條畷市コミュニティバス（四條畷市・大東市・寝屋川市）
- 大東市コミュニティバス（大東市）
- 大東市南部地域コミュニティバス（大東市）
- きらめき号（柏原市）[58]
- ぐるりん号（松原市）
- 公共施設循環福祉バス（羽曳野市）
- レインボーバス（富田林市）
- 金剛ふるさとバス（富田林市・太子町・河南町・千早赤阪村）
- 日野・滝畑コミュニティバス（河内長野市）
- モックルコミュニティバス（河内長野市）
- 大阪狭山市循環バス（大阪狭山市）
- たいしのってこバス（太子町）
- カナちゃんバス（河南町）
- 村バス（千早赤阪村）
- めぐ〜る（和泉市）
- 路線維持バス（和泉市）
- ローズバス（岸和田市）
- は〜もに〜ばす（貝塚市）
- ひまわりバス（熊取町）
- いずみさのコミュニティバス（泉佐野市）
- いずみさの・たじりコミュニティバス（泉佐野市・田尻町）
- 泉南市コミュニティバス（泉南市）
- 阪南市コミュニティバス（阪南市）
- ミニループバスみさき（岬町）

### 兵庫県
- コバス（豊岡市）
- イナカー（豊岡市）
- かこバス（加古川市）
- 加西市コミュニティバス（加西市）
- はっぴーバス（加西市）
- くるくるバス（神戸市東灘区住吉台地区）
- しおかぜ（神戸市垂水区塩屋地区）
- 西脇市コミュニティバス（西脇市）
- じょうとんバス（高砂市）
- 太子町コミュニティバス（太子町）
- Tacoバス（明石市）
- ふれあいバス（猪名川町）
- コミバスハートラン（丹波篠山市）
- サルビア号（福崎町）
- たつの市コミュニティバス（たつの市）
- つつじ号（姫路市香寺町）
- らんらんバス（小野市）
- のぎくバス（多可町）
- らん・らんバス（南あわじ市）
- ゆらのすけ（赤穂市）[59]
- アコバス（朝来市）
- 市川町コミュニティバス（市川町）
- 神河町コミュニティバス（神河町）
- バンバンバス（淡路市岩屋地区）
- あわ神あわ姫バス（淡路市）
- さくらやまなみバス（西宮市）

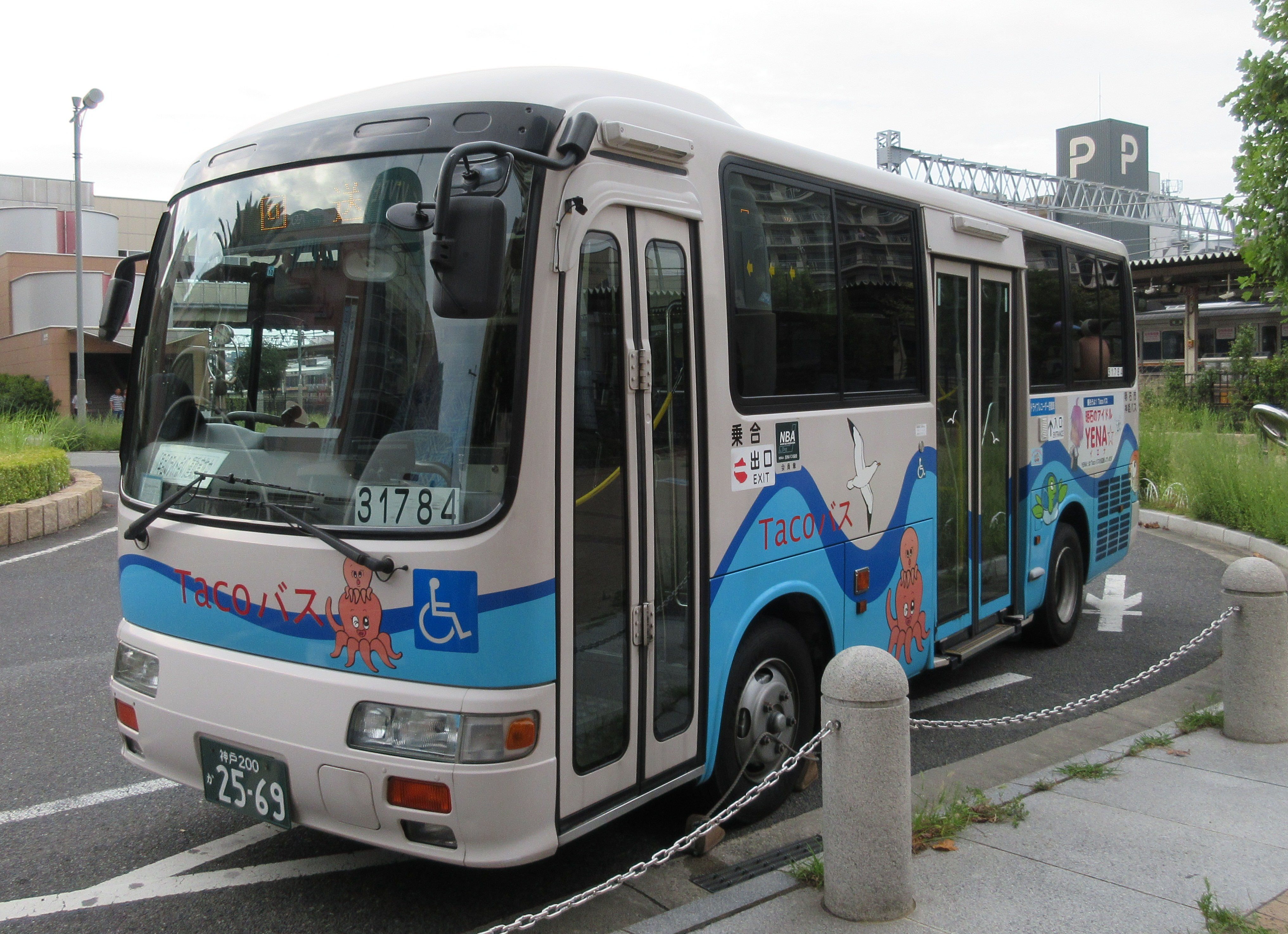
Tacoバス（明石市）

- ぐるっと生瀬（西宮市生瀬地区）[60] - 自治会連合が自主運行。2014年10月1日 - 2015年3月31日の期間限定運行を経て、本格運行へ移行。
- 名塩・生野高原ふれあいバス（西宮市名塩地区）
- 養父市コミュニティバス（養父市）
- 香美町町民バス（香美町）
- 夢つばめ（新温泉町）
- 愛のり号（上郡町）
- コミバス佐用（佐用町）
- もしもしバス（宍粟市）
- 思いやり号（宍粟市）

### 奈良県

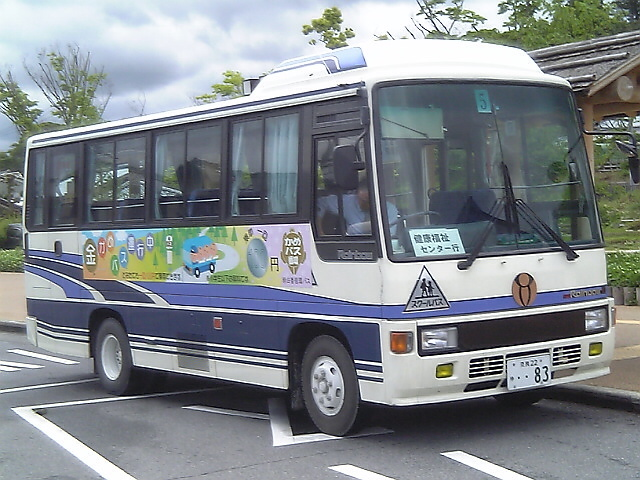
明日香循環バス「金かめ」

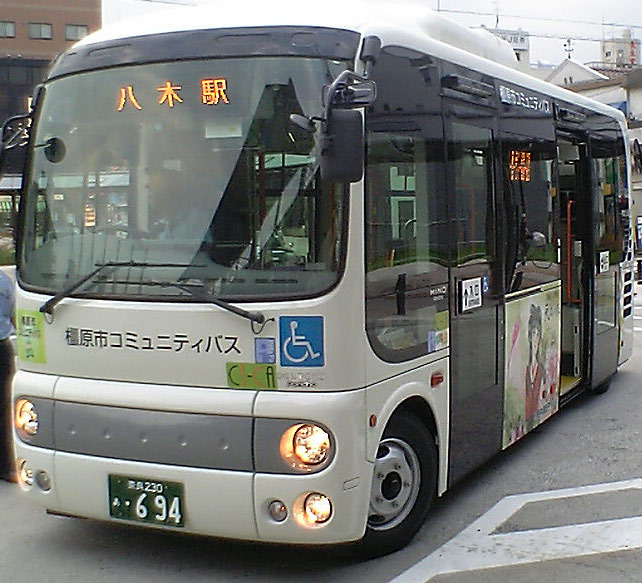
橿原市コミュニティバス

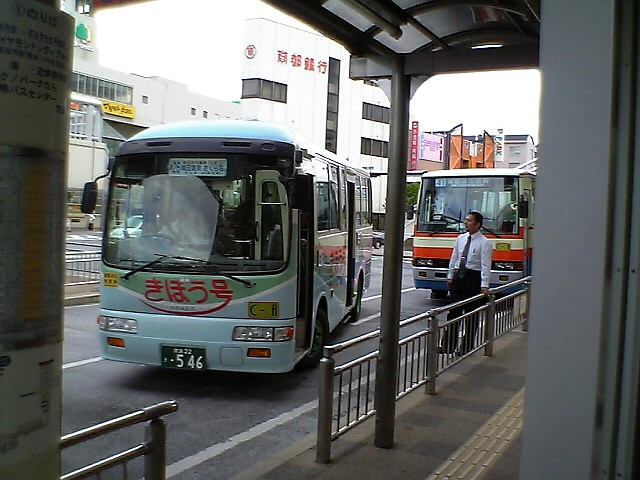
大和高田市「きぼう号」

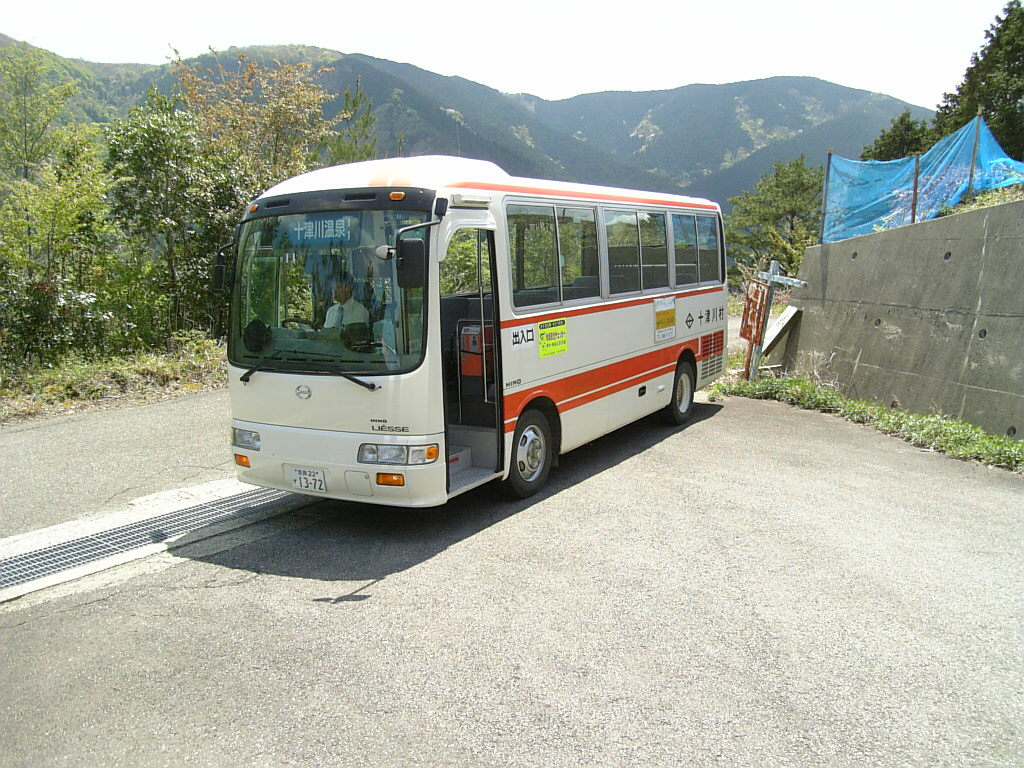
十津川村営バス

- 奈良県広域通院コミュニティバス（奈良県・五條市・十津川村）
- 大和郡山市コミュニティバス 元気城下町号・元気治道号・元気平和号（大和郡山市）
- 斑鳩町コミュニティバス（斑鳩町）
- 安堵町コミュニティバス（安堵町）
- 平群町あいバス（平群町）
- いちょう号（天理市）
- 川西こすもす号（川西町）
- 大淀町ふれあいバス（大淀町）
- 橿原市コミュニティバス（橿原市）
- 香芝市コミュニティバス（香芝市）
- 広陵元気号（広陵町）
- 葛城号（葛城市）
- 明日香循環バス「金かめ」（明日香村）
- きぼう号（大和高田市）
- 黒滝ふれあいバス（黒滝村）
- 桜井市コミュニティバス（桜井市）
- たけまる号（生駒市）
- 十津川村営バス（十津川村）
- ひまわり号（御所市）
- 五條市コミュニティバス（五條市）
- 御杖ふれあいバス（御杖村）
- やまぶきバス（川上村）
- スマイルバス（吉野町）
- 宇陀市営有償バス（宇陀市）
- ふるさと号（東吉野村）
- 村内コミュニティバス（上北山村）
- 村バス（下北山村）
- 野迫川村営バス（野迫川村）

### 和歌山県
- 和歌山市地域バス（和歌山市）
- 海南市コミュニティバス（海南市）
- 紀美野町コミュニティバス（ふれあい号）（紀美野町）
- 岩出市巡回バス（岩出市）
- 紀の川コミュニティバス（紀の川市・岩出市）
- 紀の川市地域巡回バス（紀の川市）
- かつらぎ町コミュニティバス（かつらぎ町）
- 橋本市コミュニティバス（橋本市）
- 夢たまごハイランドタクシー（高野町）
- 有田市デマンドバス（有田市）- 名称は「デマンドバス」だが、一部の停留所から乗車する場合を除き予約なしで利用できる。
- 有田川町コミュニティバス（有田川町）
- 南部タクシー定期便（みなべ町）
- 日高川町コミュニティバス（日高川町）
- 田辺市住民バス（田辺市）
- くちくまのコミュニティバス（上富田町）
- 白浜町コミュニティバス（白浜町）
- すさみ町コミュニティバス（すさみ町）
- 串本町コミュニティバス（串本町）
- 古座川町ふるさとバス（古座川町）
- 那智勝浦町営バス（那智勝浦町）
- 太地町営じゅんかんバス（太地町）
- 北山村営バス（北山村）

## 中国・四国地方

### 中国地方

#### 鳥取県
- くる梨（鳥取市）
- ループ麒麟獅子（鳥取市）
- 鳥取市福部循環バス（鳥取市福部地区）

はまるーぷバス（境港市）

- 鳥取市気高循環バス（鳥取市気高・鹿野地区）
- 鳥取市青谷バス（鳥取市青谷地区）
- だんだんバス（米子市）
- どんぐりコロコロ（米子市淀江地区・日吉津村）
- はまるーぷバス（境港市）
- 岩美町営バス（岩美町）
- 琴浦町営バス（琴浦町）
- 南部町ふれあいバス（南部町）
- 伯耆町型バス事業（伯耆町）
- 江府町営バス（江府町）
- 日野町営バス（日野町・日南町）
- 日南町営バス（日南町・日野町）
- 八頭町営バス（八頭町）
- 若桜町営バス（若桜町）

#### 島根県
- 松江市コミュニティバス（松江市）
- 安来市広域生活バス（安来市・松江市・鳥取県米子市）
- 平田生活バス（出雲市平田地区）
- 多伎循環バス（出雲市多伎地区）
- 佐田生活福祉バス（出雲市佐田地区）
- 雲南市民バス（雲南市・松江市）
- 飯南町生活路線バス（飯南町・雲南市・出雲市佐田地区・美郷町大和地区）
- 大田市生活バス（大田市）
- 美郷町スクールバス（美郷町）
- 江津市生活バス（江津市）
- 邑南町営バス（邑南町・川本町・浜田市旭地区・広島県北広島町大朝地区）
- 浜田市営バス（浜田市・邑南町）
- 益田市生活バス、益田市匹見過疎バス（益田市）
- 津和野町営バス（津和野町）
- 隠岐の島町公営バス（隠岐の島町）
- 西ノ島町営バス（西ノ島町）

#### 岡山県
- あさひチェリーバス（津山市・美咲町）

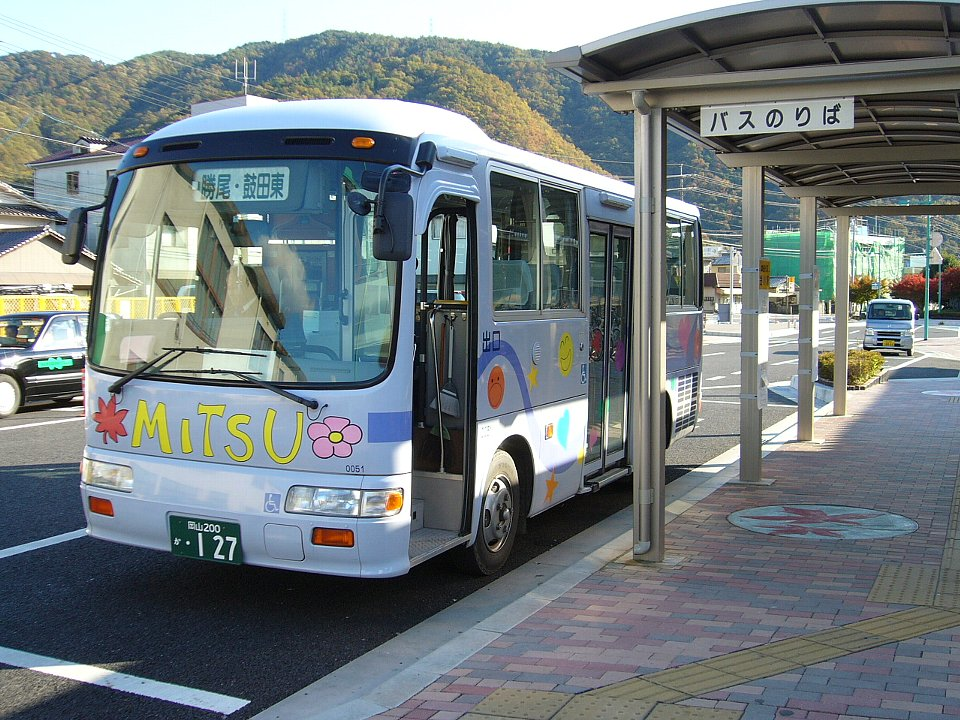
岡山市「御津・建部コミュニティバス」

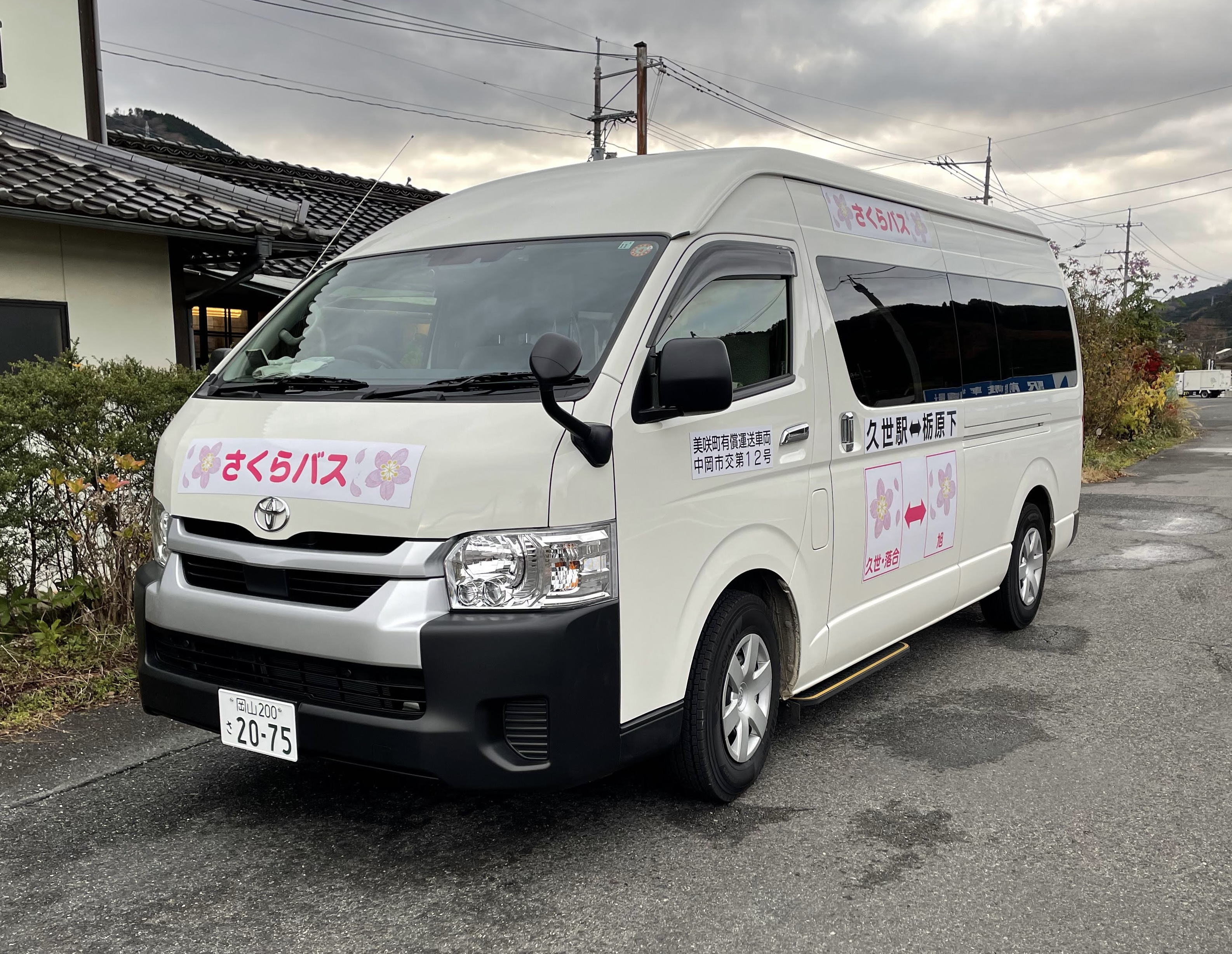
美咲町「旭川さくらバス」

- 柵原星のふる里バス（津山市・美咲町・赤磐市）
- 旭川さくらバス（美咲町・真庭市）
- CHUOかめっち。バス（美咲町）
- 赤磐市民バス（赤磐市）
- 赤磐市広域路線バス（赤磐市・美咲町・美作市・和気町）
- 和気町営バス（和気町・備前市・赤磐市）
- 備前市営バス（備前市・和気町・瀬戸内市）
- 瀬戸内市営バス（瀬戸内市）[61]
- 足守地区生活バス（岡山市北区高松・足守地区）
- 御津・建部コミュニティバス（岡山市北区御津・建部地区）
- 吉備中央町営バス（吉備中央町・岡山市北区津高地区）
- 早島町コミュニティバス（早島町）
- 井原あいあいバス（井原市）
- ふれあい号（倉敷市児島地区）
- とこはい号（倉敷市児島地区）
- シーバス（玉野市）
- ごんごバス（津山市・真庭市・鏡野町）
- 真庭市コミュニティバス（真庭市・新庄村・鳥取県倉吉市関金地区）
- おおぞらバス（津山市・真庭市・鏡野町）
- かがみの町営バス（鏡野町）
- 美作市営バス（美作市・勝央町・津山市）
- なぎバス（奈義町・美作市・勝央町）
- 高梁市生活福祉バス（高梁市）
- 浅口ふれあい号（浅口市）

#### 広島県
- 廿日市さくらバス（廿日市市）
- おおのハートバス（廿日市市大野地区・大竹市）
- 呉市生活バス（呉市）
  - 呉市倉橋地区生活バス（呉市倉橋地区）
- お太助バス（安芸高田市・三次市）
- おおたけ幹線バス（大竹市）
- 庄原市街地循環バス（庄原市）- 庄原市街地循環バス「ひまわりバス」、東城市街地循環バス「お通りバス」の2路線を運行[62]。
- 庄原市生活交通バス（庄原市）[63]
- みよし市街地循環バス「くるるん」（三次市）[64]
- 三次市民バス（三次市）
- のんバス（東広島市西条地区）
- 豊栄そよかぜ号（東広島市豊栄地区）
- あゆピチふれあい号（東広島市河内地区）
- 海風バス（東広島市安芸津地区）
- 黒瀬さくらバス（東広島市黒瀬地区）
- つばきバス（府中町）
- 海田町町内循環コミュニティバス（海田町）
- 坂町循環バス（坂町）
- おと姫バス（大崎上島町）
- 神石高原町町営バス（神石高原町）
- ぐるっとバス（府中市）[65]

#### 山口県
- 山口市コミュニティバス（山口市）
- 山口市阿東生活バス（山口市阿東地区）
- 下関市生活バス（下関市）
- あんもないと号（美祢市）
- くるりん（岩国市）
- さくら（岩国市）
- くすのき号（宇部市）
- 宇部市生活交通バス（宇部市）
- ちょい乗り100円バス（周南市）
- ひかりぐるりんバス（光市）
- 光市営バス（光市）
- 萩循環まぁーるバス（萩市）
- 和木町コミュニティバス（和木町）

### 四国地方

#### 徳島県
- 応神ふれあいバス（徳島市）
- 上八万コミュニティバス のったろう（徳島市）
- 鳴門市地域バス（鳴門市）
- 吉野川市代替バス（吉野川市）
- 三好市営バス（三好市）
- 上勝町営バス（上勝町）
- 那賀町営バス（那賀町）
- 海陽町営バス（海陽町）
- 松茂町地域コミュニティバス（松茂町）
- 北島町福祉バス・町内ぐるぐる福祉バス（北島町）
- つるぎ町コミュニティーバス（つるぎ町）
- 東みよし町営バス（東みよし町）

#### 香川県
- 高松市コミュニティバス（高松市）
- 坂出市営バス（坂出市）
- 丸亀コミュニティバス（丸亀市）
- 三豊市コミュニティバス（三豊市）
- 観音寺市のりあいバス（観音寺市）
- 三木町コミュニティバス（三木町）
- 豊島シャトルバス（土庄町）
- 小豆島町営バス（小豆島町）
- 直島町営バス（直島町）[66][67]
- さぬき市コミュニティバス（さぬき市）[68]
- 綾川町営バス（綾川町）[69]

#### 愛媛県
- 別子山地域バス（新居浜市）
- 新宮町内運行福祉バス（四国中央市）
- 松前町ひまわりバス（松前町）
- 久万高原町営バス（久万高原町）
- あいくる（伊予市）
- 宇和島市コミュニティバス（宇和島市）
- 森の国バス（松野町）

#### 高知県

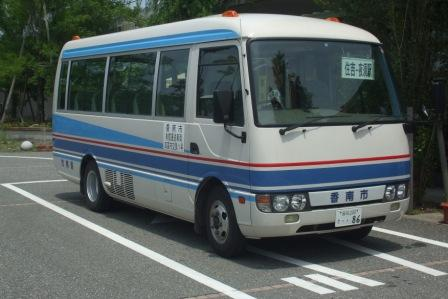
香南市営バス

- 南国市コミュニティバス（南国市）
- 土佐市ドラゴンバス（土佐市）
- いの町営バス（いの町）
- 須崎市営バス（須崎市）
- 安芸市元気バス（安芸市）
- 香南市営バス（香南市）
- 香美市営バス（香美市）
- 北川村営バス（北川村）
- 芸西村営バス（芸西村）
- 四万十町コミュニティバス（四万十町）
- 四万十市営バス（四万十市）
- 三原村営バス（三原村）
- 東洋町地域路線バス（東洋町）

## 九州・沖縄地方

### 福岡県
- 今宿姪浜線「なぎさ号」（福岡市西区）
- やよい（春日市）
- まどか号（大野城市）
- まほろば号（太宰府市）
- 筑紫野市コミュニティバス（筑紫野市）
- かわせみバス（那珂川市）
- 新宮町コミュニティバス（新宮町）
- 須恵町コミュニティバス（須恵町）
- 宇美町巡回バス「ハピネス号」（宇美町）
- イコバス（久山町）
- ふくつミニバス（福津市）
- ふれあいバス（宗像市）
- おでかけ交通（北九州市）
- 岡垣町コミュニティバス（岡垣町）
- 遠賀町コミュニティバス（遠賀町）
- 芦屋町タウンバス（芦屋町）
- 苅田町コミュニティバス（苅田町）
- 築上町コミュニティバス（築上町）
- 豊前市バス（豊前市）
- 中津市コミュニティバス（中津市）
- 吉富町巡回バス（吉富町）

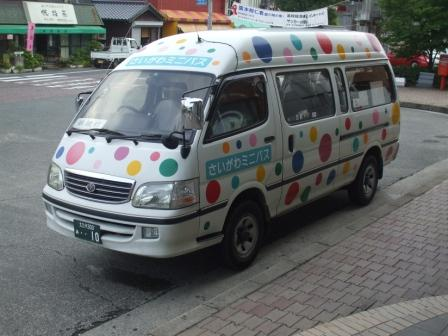
さいがわミニバス

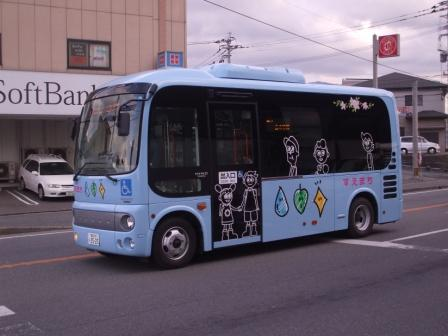
須恵町コミュニティーバス

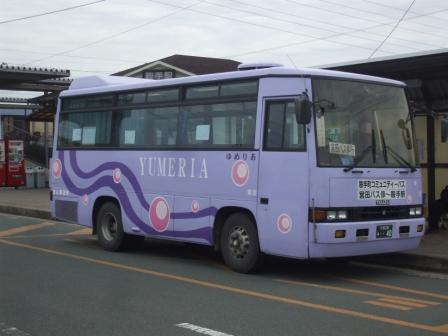
鞍手町コミュニティーバス

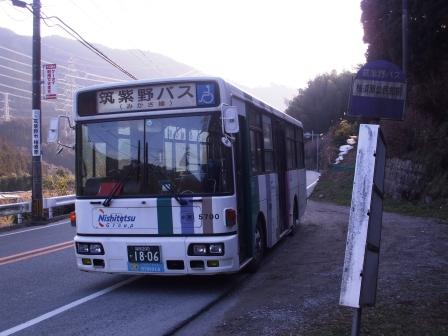
筑紫野バス

- 築上東部乗合タクシー（中津市・吉富町・上毛町）
- よりみちバス（久留米市）
- 柳川市コミュニティバス（柳川市）
- みやま市コミュニティバス（みやま市）
- 飯塚市コミュニティバス（飯塚市）
- 嘉麻市バス（嘉麻市）
- 直方市コミュニティバス（直方市）
- 田川市コミュニティバス（田川市）
- ふれあいバス（川崎町）
- 添田町バス（添田町）
- 糸島市コミュニティバス「はまぼう号」（糸島市）
- 宮若市コミュニティバス（宮若市）[70]
- 朝倉市コミュニティバス（朝倉市）[71]
- 中間市コミュニティバス（中間市）[72]
- コミュニティバス豊前・中津線（豊前市・吉富町・中津市）[73][74]
- うきは市コミュニティバス「うきはバス」（うきは市）[75]
- 小竹町巡回バス（小竹町）[76]
- 桂川町福祉バス（桂川町）[77]
- 桂川町買い物・通院バス（桂川町）[77]
- 倉永生活循環バス（大牟田市）- 倉永校区まちづくり協議会による運行。校区内在住で事前登録が必要、年会費制[78]。
- 三池サンキューバス（大牟田市）- 2012年5月26日運行開始。市内のNPO法人による運行。障害児施設「りんどう学園」の送迎用マイクロバスの空き時間を利用して運行。大牟田市では初のコミュニティバス[78]。
- 古賀市公共施設等連絡バス「コガバス」（古賀市）
- 鞍手町すまいるバス（鞍手町）
- 福智町町内巡回バス（福智町）
- 粕屋町福祉巡回バス「ふれあいバス」（粕屋町）
- 志免町福祉巡回バス（志免町）
- オアシス篠栗巡回バス（篠栗町）
- 筑前町地域巡回バス「ちくちゃんバス」（筑前町）
- みやこ町巡回バス「すどり号」（みやこ町、旧豊津町域）
- 犀川ミニバス（みやこ町、旧犀川町域）
- 大任町コミュニティバス（大任町）

### 佐賀県
- きやまコミュニティバス（基山町）
- 鳥栖市ミニバス（鳥栖市）
- みやき町コミュニティバス（みやき町）
- 吉野ヶ里町コミュニティバス（吉野ヶ里町）
- 神埼市巡回バス（神埼市）
- 市内巡回バス（小城市）
- あいのりタクシー（小城市・白石町）
- ふれあいバス（多久市）
- 伊万里市コミュニティバス（伊万里市）
- 脊振町通学バス（神埼市）

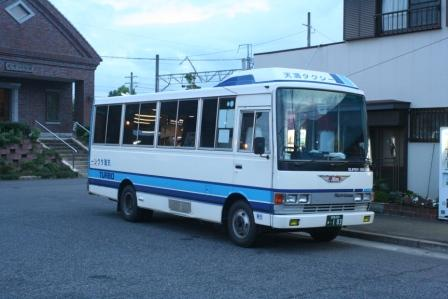
小城市・白石町「あいのりタクシー」

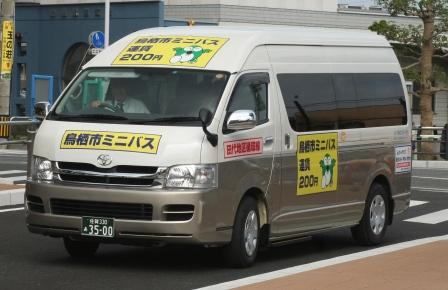
鳥栖市ミニバス

- かみみね町通学福祉バス「のらんかい」（上峰町）
- 武雄市循環バス（武雄市）- 祐徳自動車へ運行委託。「橘・朝日線」は2021年4月30日限りで運行終了、予約型乗合タクシー「ほんわカー」へ移行[79]。
- 三瀬地区コミュニティバス「はつせ号」「なるせ・たかせ号」（佐賀市、旧三瀬村域）自家用有償旅客運送
- みつせやまびこ号（佐賀市、旧三瀬村・旧富士町）
  - 小城町巡回バス、三日月町巡回バス、牛津町巡回バス
- 花タウンバス（唐津市、旧相知町域）
- 江北町循環バス（江北町）
- 鹿島市内循環バス（鹿島市）
- 有田町コミュニティバス（有田町）

### 長崎県
- 長崎市コミュニティバス（長崎市）

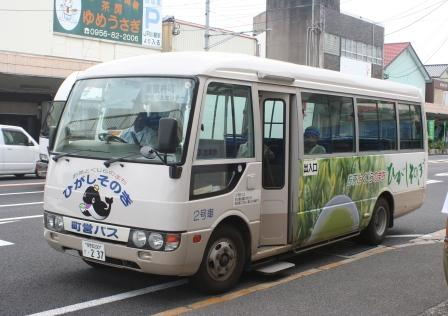
東彼杵町営バス

- かわたな・はさみタウンバス（川棚町・波佐見町）
- 東彼杵町営バス（東彼杵町）
- 大野まめバス (佐世保市)
- 平戸ふれあいバス（平戸市）
- 商店街巡回バス（五島市福江地区）
- 三井楽半島バス（五島市三井楽地区）
- 松浦のりあいバス（松浦市）

### 熊本県
- 熊本城周遊バス「しろめぐりん」（熊本市）
- レターバス（合志市）
- キャロッピー号（菊陽町）
- きくちべんりカー（菊池市）
- 高森町民バス（高森町）
- ゆるっとバス（南阿蘇村）
- 八代市街地循環バス（八代市）
  - まちバス・みなバス・ゆめバス

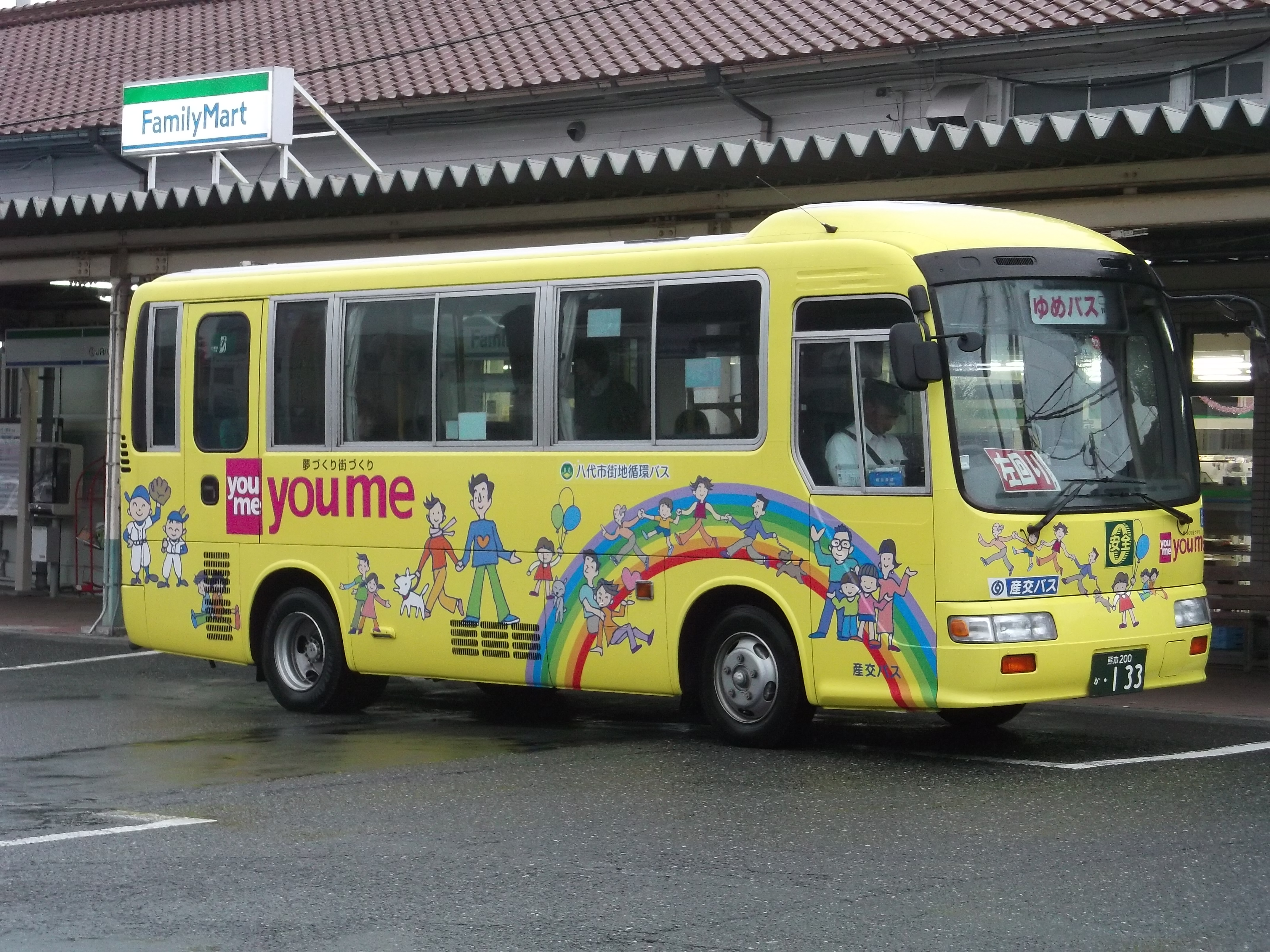
八代市「八代市街地循環バス（ゆめバス）」

- 小国郷中心市街地バス「にじバス」（小国町・南小国町）
- 山都町コミュニティバス（山都町）
- 球磨村福祉バス（球磨村）
- SUNまりんバス（上天草市）
- のってみゅうかー（天草市）
- 行長しゃん号（宇土市）
- 美里バス（美里町）[80] - 2018年10月1日運行開始[81]。
- やまえ乗合バス（山江村）
- 乗合タクシーバス（あさぎり町）

### 大分県
- 大分きゃんバス（大分市）
- 中津市コミュニティバス（中津市）

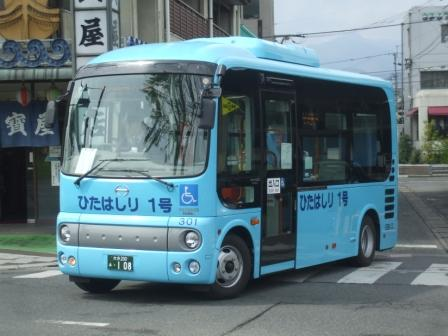
日田市内循環バス「ひたはしり号」

- 豊前・中津コミュニティバス（中津市・福岡県豊前市）
- 中津市山国バス（中津市山国地区）
- 日田市コミュニティバス（日田市）
- 日田市営バス（日田市）
- 佐伯市コミュニティバス（佐伯市）
- 臼杵市コミュニティバス（臼杵市）
- 竹田市コミュニティバス（竹田市）
- 杵築市コミュニティバス（杵築市）
- ふれあい号（宇佐市）
- 豊後大野市コミュニティバス（豊後大野市）
- ユーバス（由布市）
- おでかけ号（国東市）
- 九重町コミュニティバス（九重町）
- 日出町コミュニティバス（日出町）

### 宮崎県
- 五ヶ瀬町コミュニティバス（五ヶ瀬町）
- ふれあいバス（高千穂町）
- 日之影町コミュニティバス（日之影町）
- ぷらっとバス（日向市）
- 北郷・西郷ふくしコミュニティバス（美郷町）
- 椎葉村営バス（椎葉村）
- 都農町地域福祉バス（都農町）
- 高鍋町内巡回バス（高鍋町）
- 西米良村営バス（西米良村）
- 国富町コミュニティバス（国富町）
- 小林市コミュニティバス（小林市）
- 野尻町福祉バス（小林市野尻地区）
- 三股町コミュニティバス（三股町）
- 日南市コミュニティバス（日南市）
- 串間市コミュニティバス（串間市）
- トロントロンバス（川南町）
- 高城地域乗合バス（都城市高城地区）

### 鹿児島県
- 鹿児島市コミュニティバス（鹿児島市）
- 日置市コミュニティバス（日置市）
- 霧島市ふれあいバス（霧島市）
- 湧水ふるさとバス（湧水町）
- 薩摩川内市コミュニティバス（薩摩川内市）

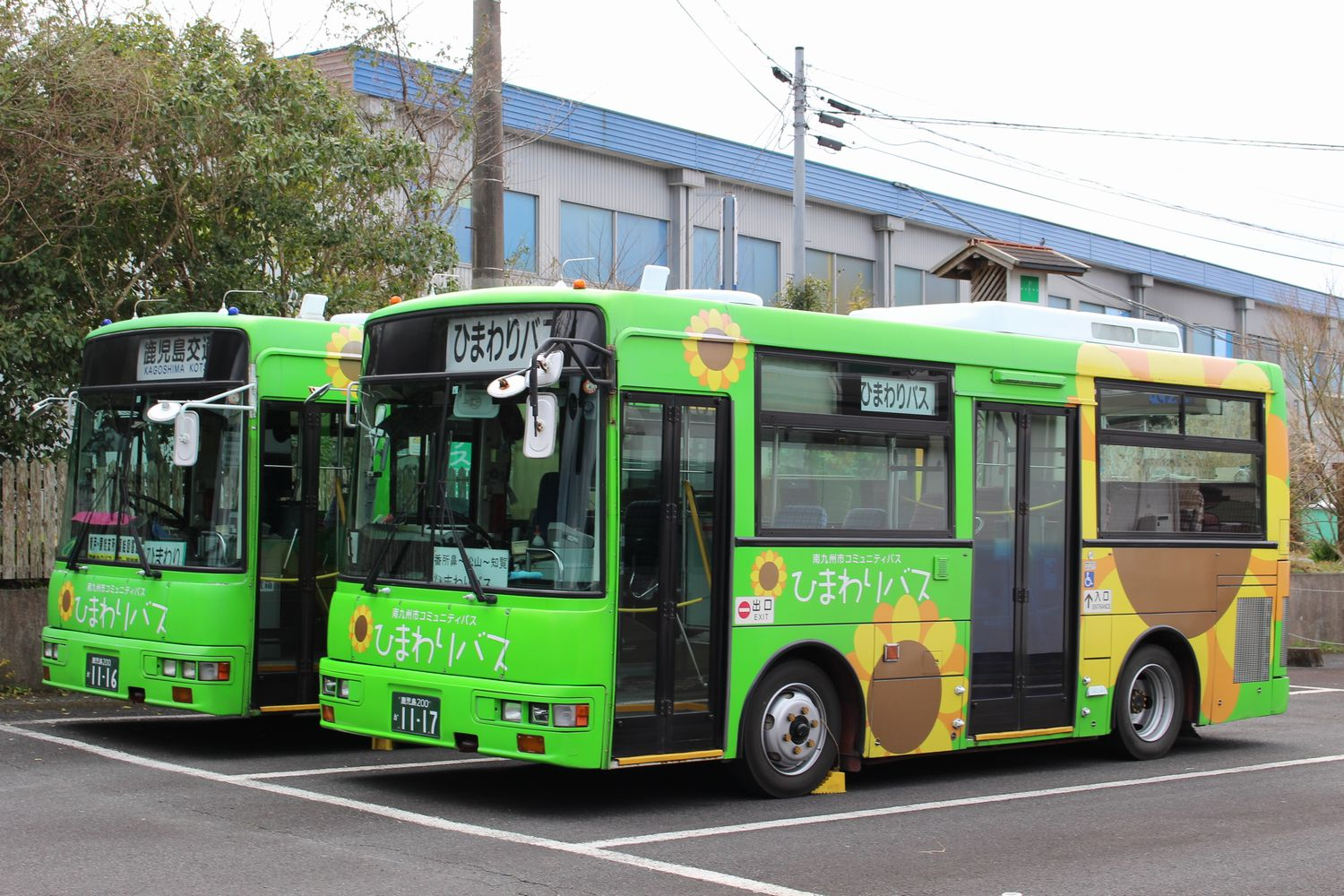
南九州市「ひまわりバス」

- いちき串木野いきいきバス（いちき串木野市）
- 出水ふれあいバス（出水市）
- 獅子島乗合バス（長島町獅子島内）
- 鹿屋市コミュニティバス（鹿屋市）
- 南さつま市コミュニティバス（南さつま市）
- イッシーバス（指宿市）
- ひまわりバス（南九州市）
- 曽於市コミュニティバス（曽於市）
- 南種子町コミュニティバス（南種子町）
- 姶良町ふるさとバス（姶良市）
- 加治木町コミュニティバス（姶良市加治木地域）
- 蒲生町巡回バス（姶良市蒲生地域）
- ひしかり町民バス（伊佐市菱刈地域）
- さつま町巡回バス（さつま町）
- 長島町コミュニティバス（長島町）
- 南大隅町コミュニティバス（南大隅町）
- 肝付町コミュニティバス（肝付町）
- 錦江町コミュニティバス（錦江町）
- 西之表コミュニティバス（西之表市）
- 中種子コミュニティバス（中種子町）

### 沖縄県
- うるま市有償バス（うるま市）
- 鳳バス（読谷村）
- 沖縄市循環バス（沖縄市）
- 護佐丸バス（中城村）
- Nバス（南城市）
- 国頭村営バス（国頭村）自家用有償旅客運送
- 久米島町営バス（久米島町）自家用有償旅客運送
- 与那国生活路線バス（与那国町）無料福祉バス
- 多良間村自家用有償バス（多良間村）
- 座間味村営バス（座間味村）自家用有償旅客運送
- 伊平屋村営バス（伊平屋村）自家用有償旅客運送
- アニー号（粟国村）自家用有償旅客運送
- 東村コミュニティバス（東村）無料福祉バス、名護市源河入口 - 東村間および大宜味村 - 東村間の運行

## 廃止されたコミュニティバス
通常の廃止路線以外にも、一般路線などに格上げされ発展的解消した事例を含む。

### 北海道・東北地方

#### 北海道の廃止路線

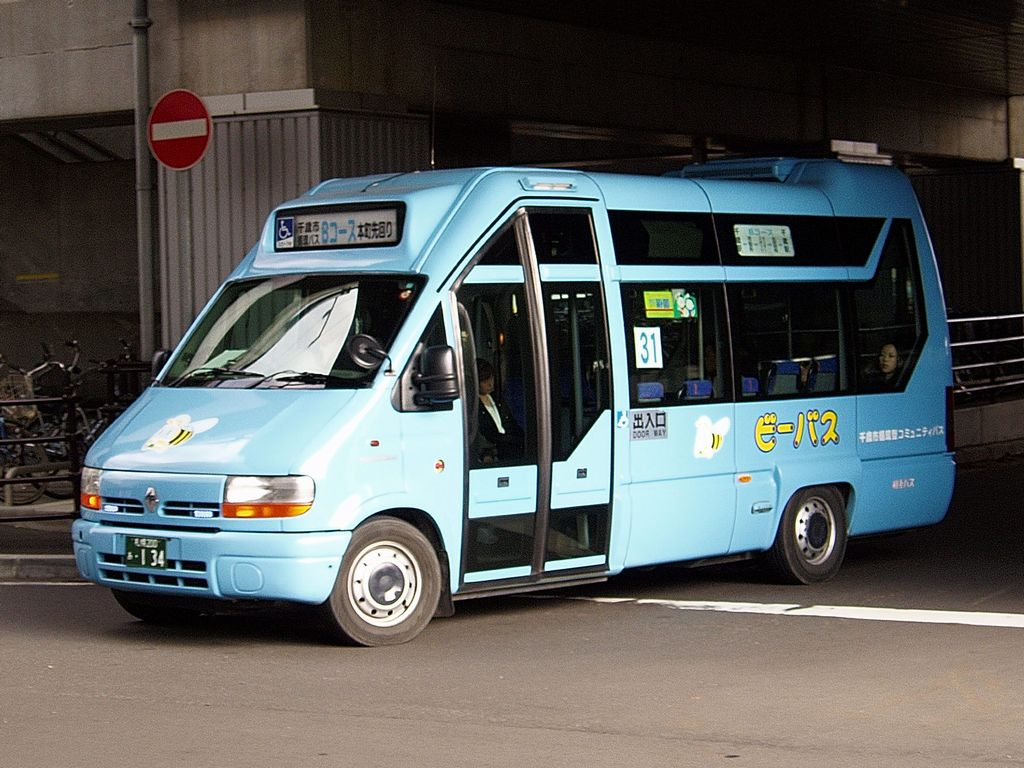
千歳市「ビーバス」

- 千歳市循環型コミュニティバス「ビーバス」（千歳市）
- 永山コミュニティバス（旭川市）
- ふれあいシャトル（ニセコ町）- 2012年9月30日をもって運行終了、デマンドバスとスクールバスへ移行。

#### 青森県の廃止路線
- 三沢市内循環100円バス（三沢市）- 三沢市コミュニティバス実証運行開始に伴い、前日の2010年11月7日をもって廃止。
- ニューはっけもり号（鰺ヶ沢町）- 1993年8月7日に住民参加型路線として運行開始。2017年3月31日廃止、鰺ヶ沢町コミュニティバスへ移行。

#### 岩手県の廃止路線
- 前沢町町民バス（前沢町）- 市町村合併により廃止、デマンドバスの奥州市前沢地域「ハートバス」へ移行[82][83]。

#### 山形県の廃止路線
- 藤島町民バス（藤島町）
- 三川町福祉乗合バス（三川町）
- 朝日町民バス（朝日町）

#### 福島県の廃止路線

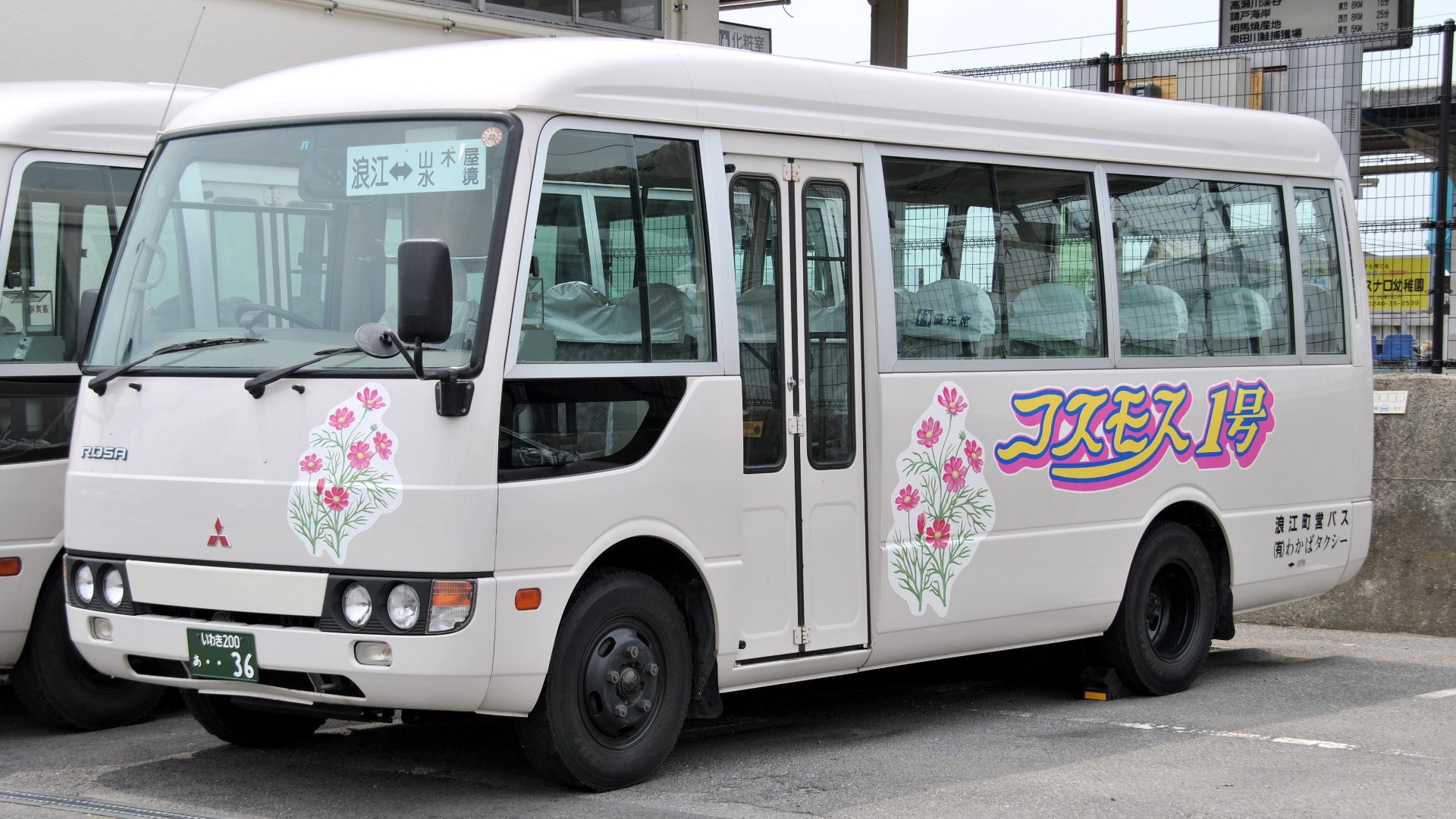
浪江町「浪江町営バス」

- 川俣町自治体バス（川俣町）- 2011年、東日本大震災と福島第一原発事故により運行休止。
- 浪江町営バス（浪江町）- 2011年、東日本大震災と福島第一原発事故により運行休止。

### 関東地方

#### 茨城県の廃止路線
- 常陸大宮市市民バス（常陸大宮市）- 2019年10月31日廃止。茨城交通の一般路線バスと乗合タクシーへ移行[84]。
- 常陸太田市市民バス（常陸太田市）- 段階的に廃止または一般路線への移行が進められ、2022年3月31日をもって全線廃止[85]。
- 那珂市コミュニティバス「ひまわり号」（那珂市）- 2020年3月31日をもって廃止。デマンド交通型の乗合タクシー「ひまわりタクシー」へ移行。
- 石岡市巡回バス（石岡市）
- やまゆり号（守谷市）- 2009年7月31日廃止、モコバスへ移行。

#### 栃木県の廃止路線
- 塩谷町営バス（塩谷町）
- さくら市営バス（さくら市）
- 那珂川町営バス（那珂川町）
- 茂木町営バス（茂木町）
- 上三川巡回バス（上三川町）

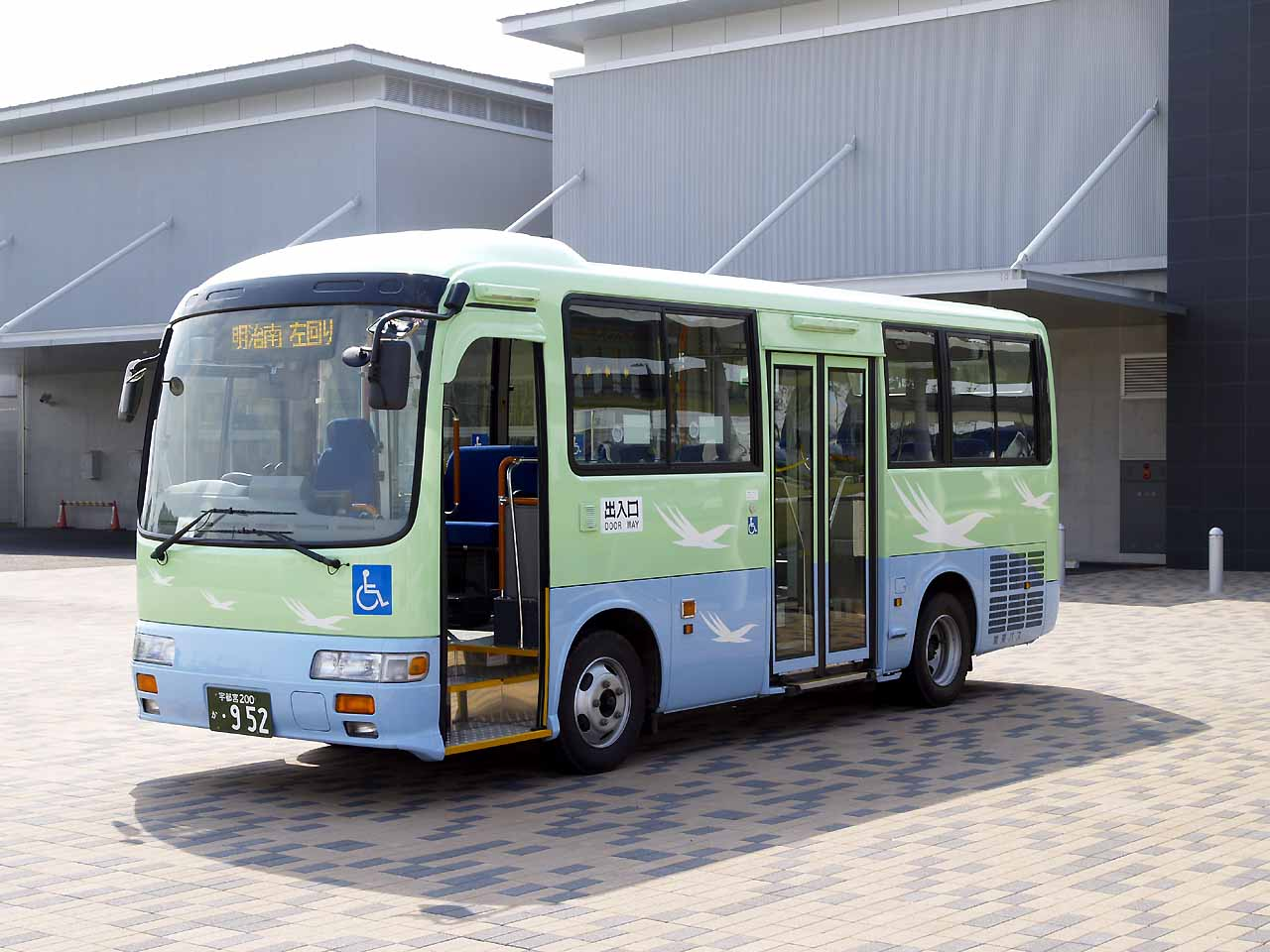
上三川町「上三川巡回バス」

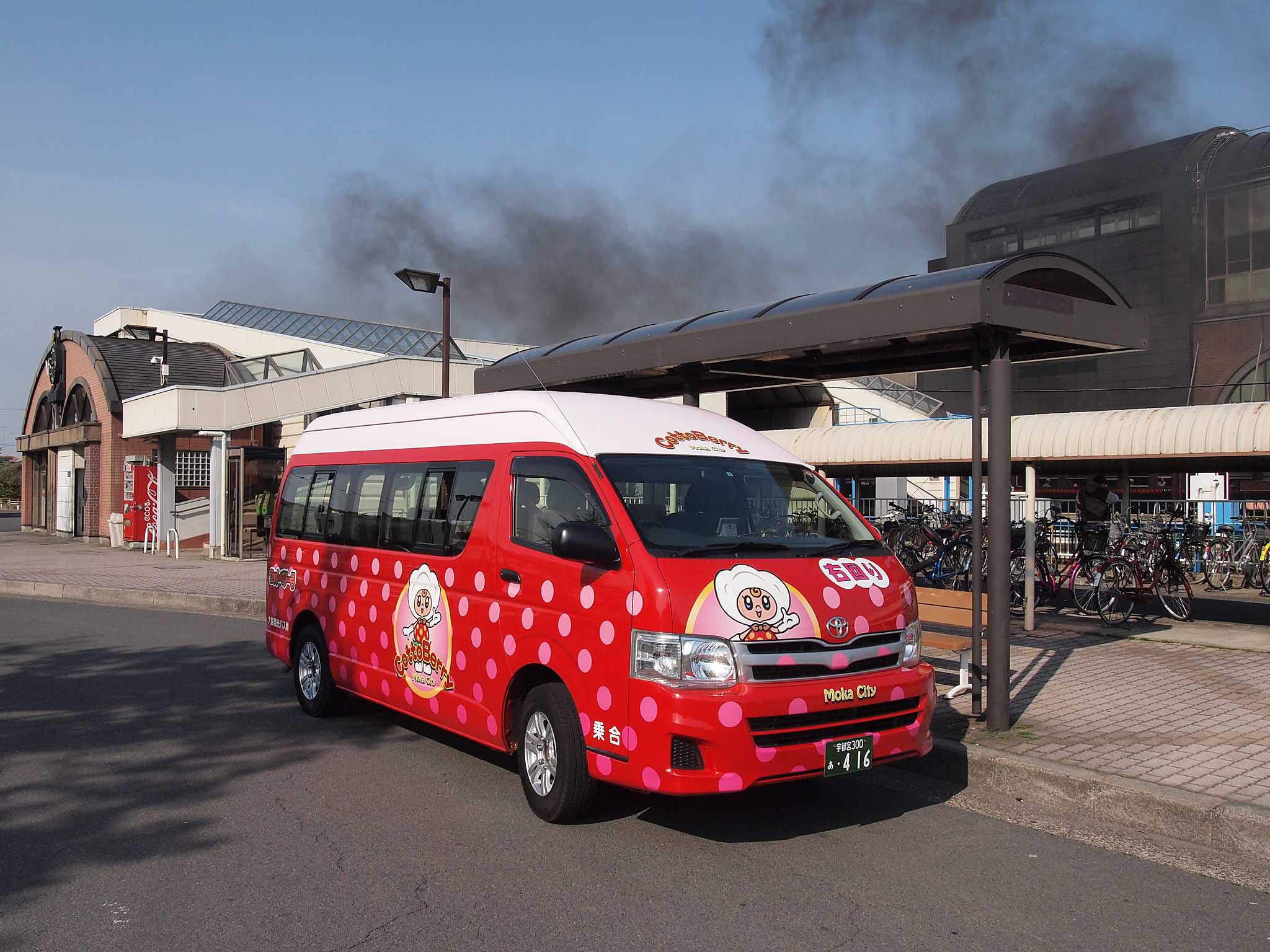
真岡市「コットベリー号」

- コットベリー号（真岡市）- 2019年3月4日に路線再編の上で真岡市コミュニティバス「いちごバス」へ移行。

#### 群馬県の廃止路線
- 町内循環バスさわやか（大泉町）2014年3月廃止。
- ふれあい・ゆうあい・あずま・さわやか（伊勢崎市）- 2008年3月31日廃止、あおぞらへ移行。

#### 埼玉県の廃止路線

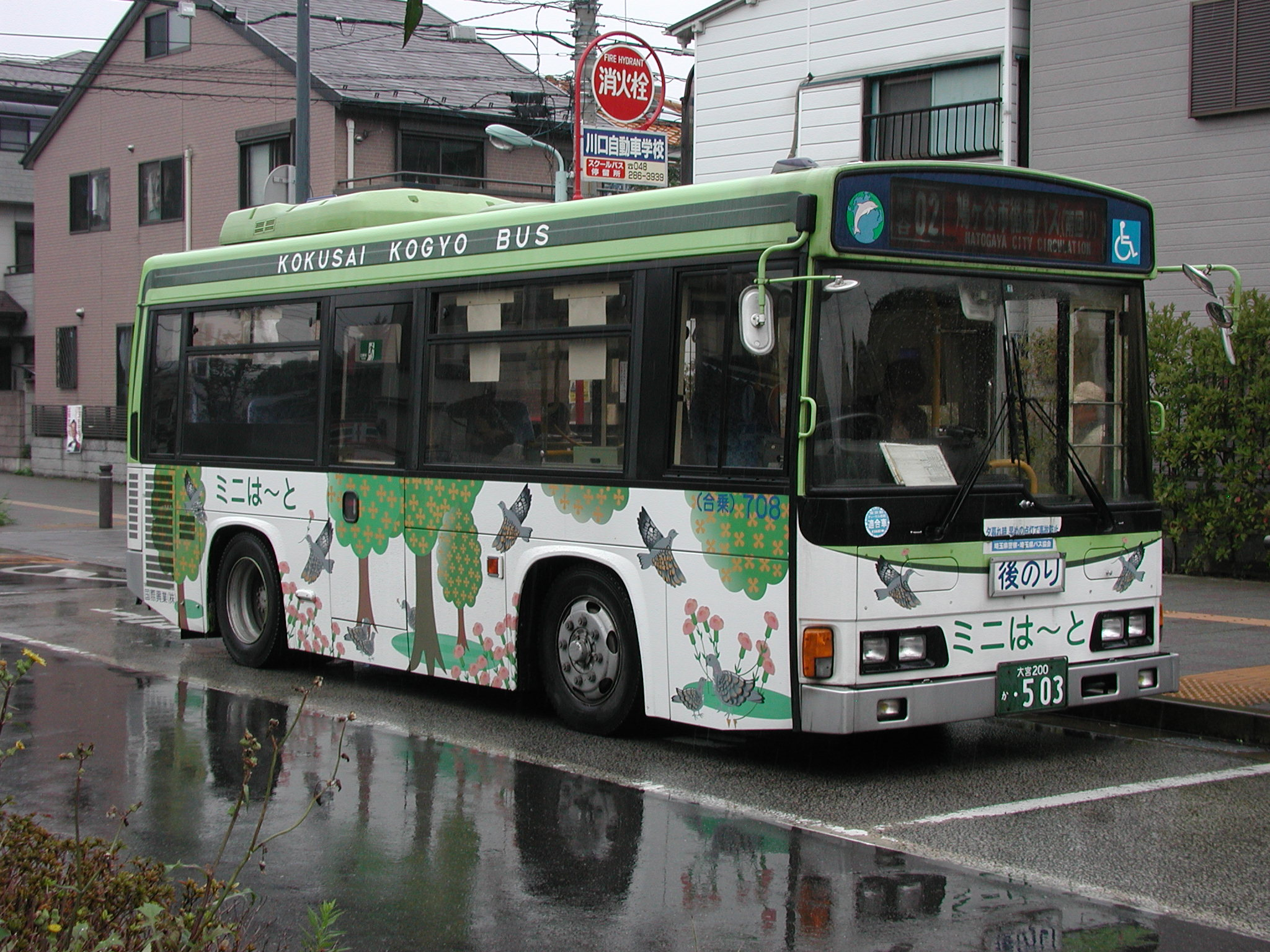
鳩ヶ谷市「ミニは〜と」

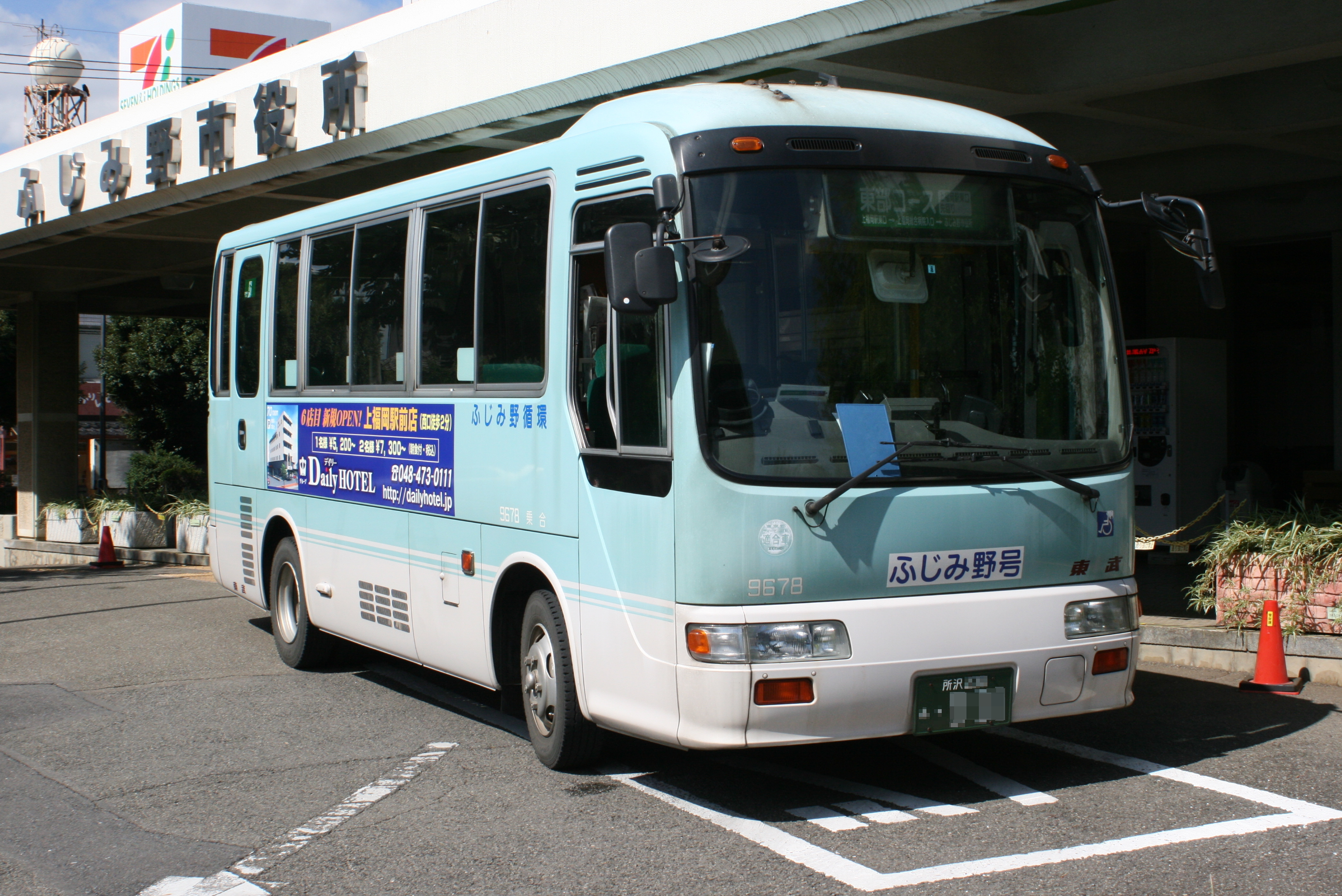
ふじみ野市内循環バス

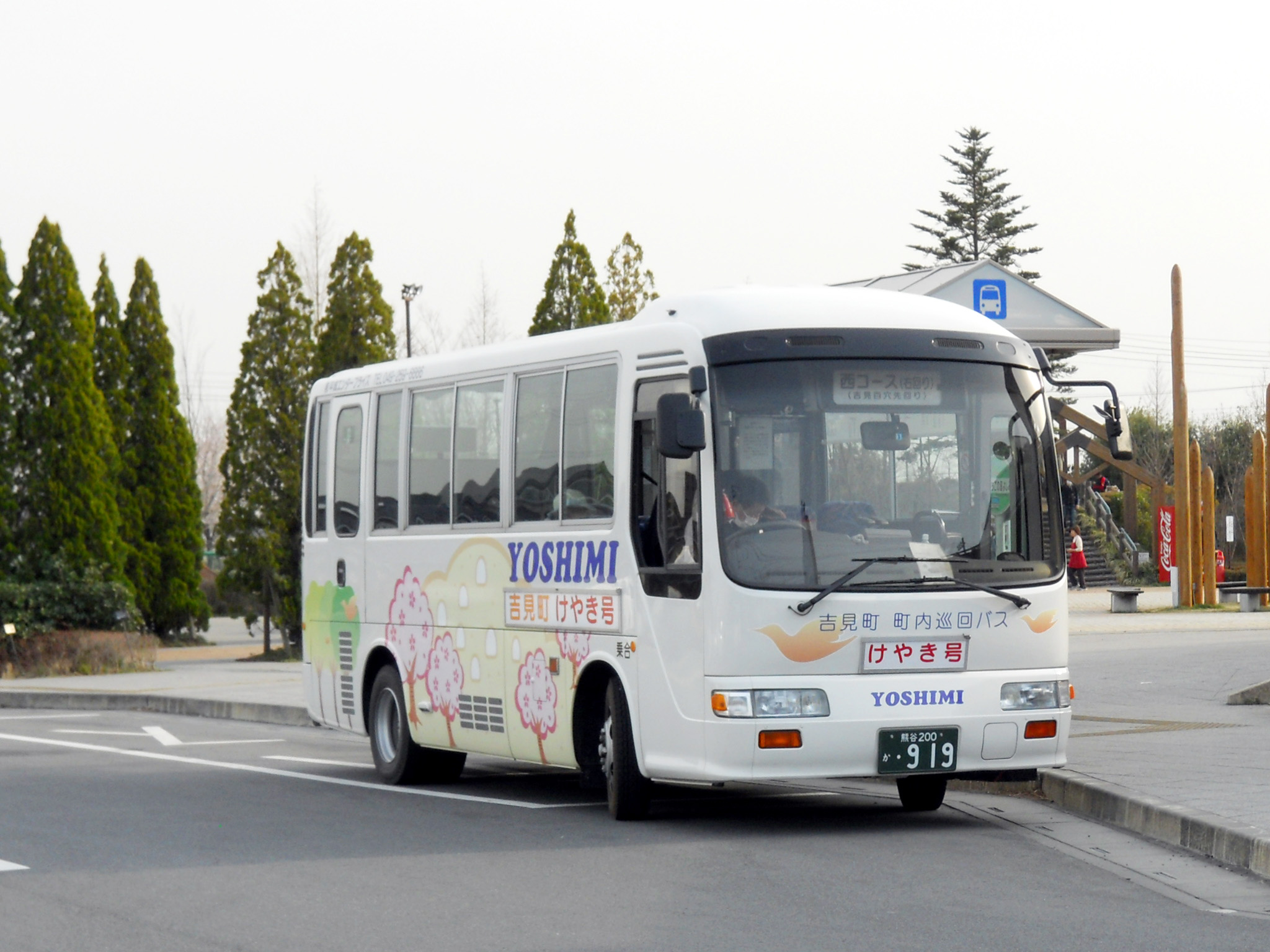
吉見町町内巡回バス

- 岩槻市公共施設循環バス（岩槻市）- 1989年運行開始、当初は東武鉄道直営時代の東武バスが運行受託。のち朝日自動車へ移管された。さいたま市への合併直前の2005年3月31日廃止。
- 浦和市内循環バス（浦和市）- 1994年10月運行開始、2001年のさいたま市発足後も「市内循環バス」として運行を継続。国際興業バスが運行受託していた。政令指定都市移行直前の2003年3月31日廃止。
- ひまわり号（川里町）- 1994年運行開始、2005年廃止。鴻巣市への合併前に廃止された。
- 日高市内循環バス「せせらぎ号」（日高市）- 1996年運行開始、2007年3月30日廃止。国際興業バス・西武バスが運行受託。
- ミニは〜と（川口市鳩ヶ谷地区）- 旧鳩ヶ谷市コミュニティバス。川口市との合併により川口市コミュニティバスへ統合。
- 新座市シャトルバス（新座市）- 2007年6月29日廃止。2009年に運行開始した「にいバス」とは経路・運行事業者とも異なる。
- ふじみ野市内循環バス（ふじみ野市）- 旧大井町循環バスより継承。
- 本庄市市内循環バス（本庄市）- 2013年9月30日廃止、はにぽんシャトルへ移行。
- ときがわ町営バス（ときがわ町）- イーグルバスの一般路線「ときがわ町路線バス」へ移行。
- 東秩父村営バス（東秩父村）- 2016年9月30日運行終了、イーグルバスの一般路線「東秩父村路線バス」へ移行。
- 吉見町巡回バス（吉見町）- デマンド交通へ移行。
- 松伏町循環バス（松伏町）
- 滑川町ふれあいバス（滑川町）- デマンド交通へ移行。
- 美里町町内循環バス（美里町）- 2014年4月廃止。
- 白岡町内循環バス（南埼玉郡白岡町、現：白岡市）- 市制施行前に廃止、市制施行後に乗合タクシーを運行。
- さわやか市民バス（吉川市）- 2006年3月廃止。
- ブコーさん号（横瀬町）2021年3月31日廃止、翌日からデマンド型乗合タクシー「のりあいブコーさん号」へ移行。
- 菖蒲町町内巡回バス（菖蒲町）- 2001年（平成13年）1月28日運行開始、2005年（平成17年）3月31日休止。久喜市との合併前にそのまま廃止。木村観光バスへ運行委託。
- ぐるっと川島巡回バス（川島町）- 2016年6月から町民限定の予約制送迎バスへ移行。
- 嵐山町コミュニティバス（嵐山町）

#### 千葉県の廃止路線
- 長柄町町民バス（長柄町）
- あおばす（市原市）- 小湊鐵道の一般路線バスとして運行。

#### 東京都の廃止路線

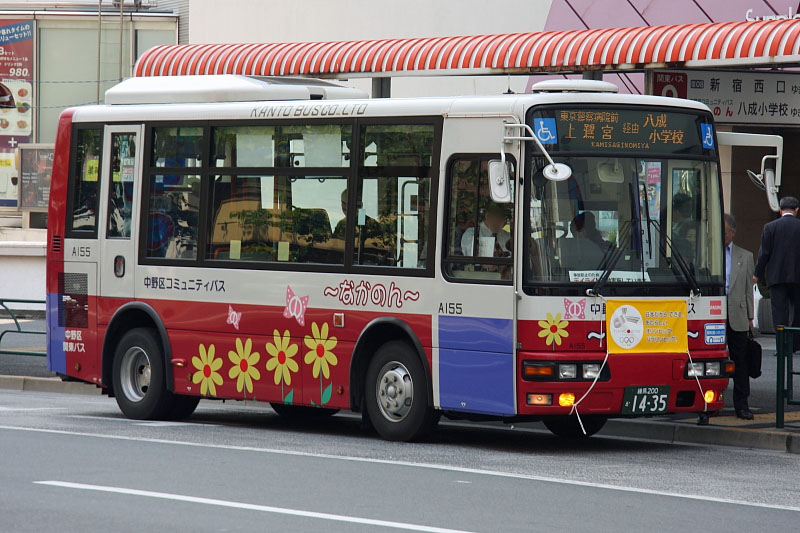
中野区「なかのん」

- なかのん（中野区）- コミュニティバスとしては運行終了、減便の上で関東バスの一般路線として運行継続。
- キャンバス（保谷市）- 1996年運行開始。田無市との合併により西東京市はなバスへ移行。
- ひのでユートピア号（日の出町）- 廃止代替として町民専用無料バス「ぐるり〜ん日の出号」へ移行後、「日の出町コミュニティバス」として再び乗合化。
- 瑞穂町福祉バス（瑞穂町）- 2021年9月30日運行終了、翌10月1日より乗合化して瑞穂町コミュニティバスへ移行。
- レインボーかつしか（葛飾区） - 2024年3月31日運行休止。

#### 神奈川県の廃止路線

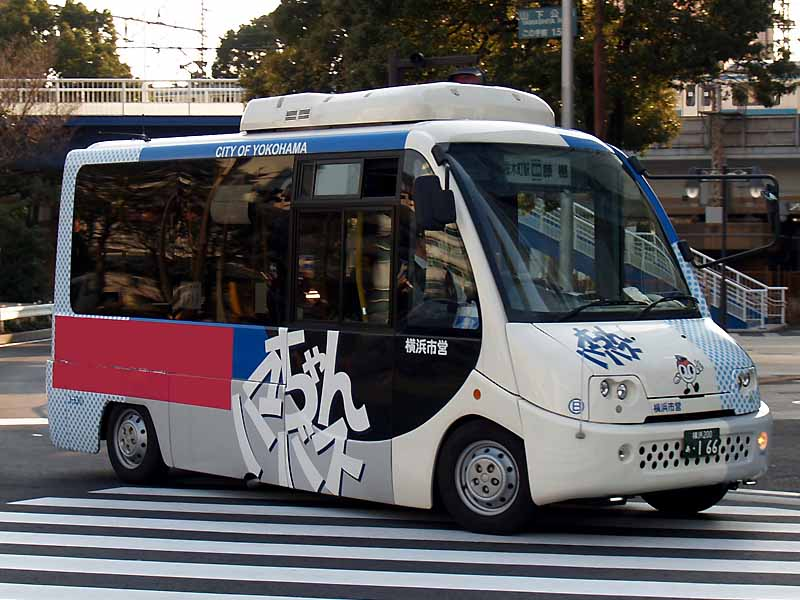
横浜市西区おでかけサポートバス「ハマちゃんバス」

- 西区おでかけサポートバス「ハマちゃんバス」（横浜市西区）- 2007年3月31日付で廃止。横浜市営バス唯一のコミュニティバスだった。
- やまびこ号（相模原市緑区）- 2014年3月31日廃止[86]、根小屋地区乗合タクシーに代替。
- 藤野町営バス（藤野町、現：相模原市緑区）- 2007年3月10日廃止。主に津久井神奈交バスの廃止撤退区間を引き継いだ町営の廃止代替バスであった。相模原市との合併に際し、再び津久井神奈交バス津久井営業所（当時）運行の一般路線バスに改められたが、こちらも2019年3月31日廃止。

### 中部地方

#### 新潟県の廃止路線
- 五泉市コミュニティバス（五泉市）- 2010年9月30日廃止、翌日よりごせん乗合タクシー「さくら号」へ移行。

#### 長野県の廃止路線
- こまちゃんバス（駒ヶ根市）- 2013年5月30日廃止。
- 佐久市循環バス（佐久市）- 2021年9月30日運行終了。

#### 静岡県の廃止路線

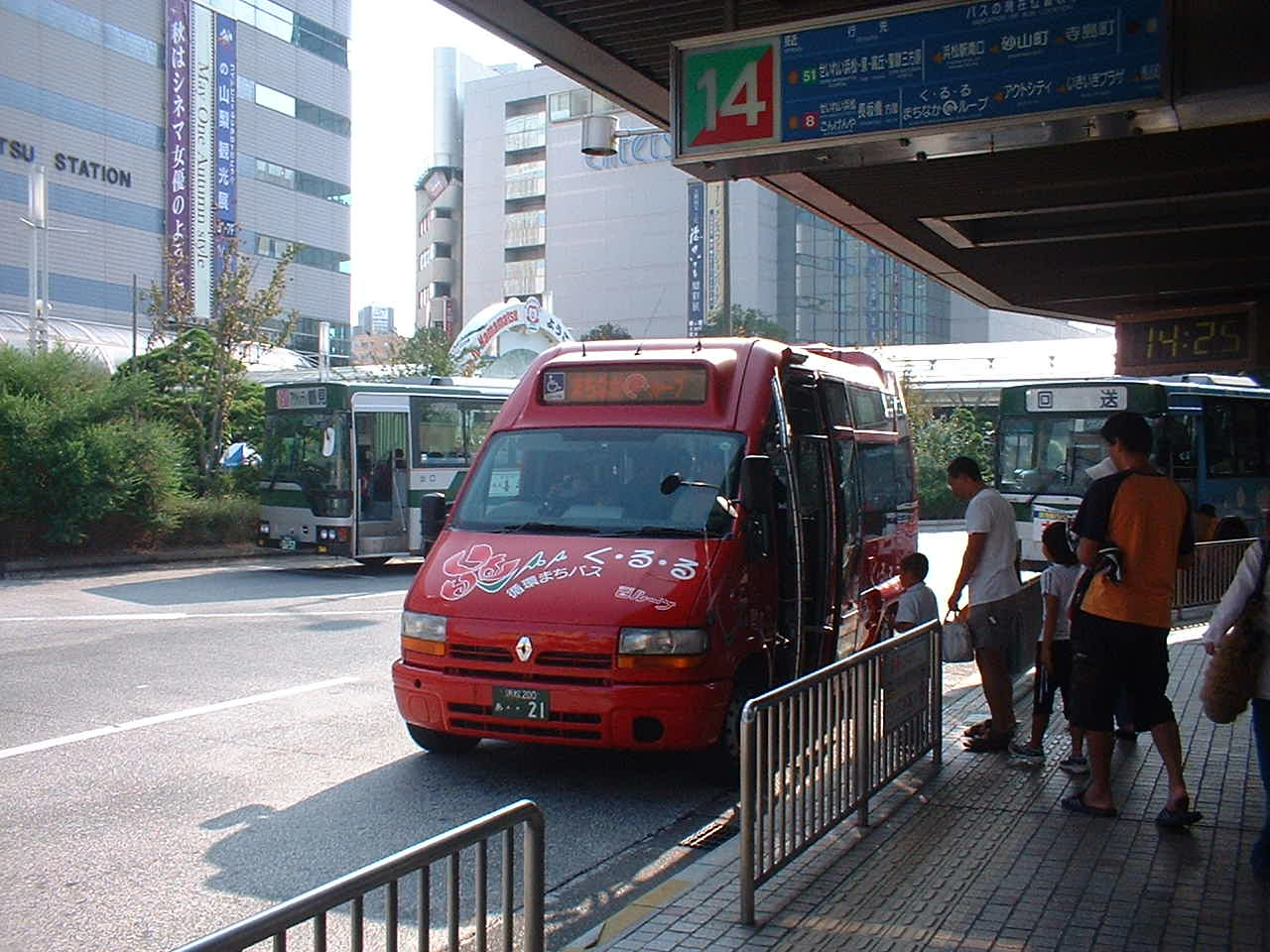
浜松市「く・る・る」

- おかバス（富士市）2011年11月1日廃止。デマンド交通型の乗合タクシー「おかタク」へ移行。
- 浜松市循環まちバス「く・る・る」（浜松市中区［現・中央区］）2019年4月1日廃止。
- すそのーる（裾野市）- 2022年3月31日廃止。富士急シティバスの「裾野市内循環線」へ移行。

#### 富山県の廃止路線
- こみち（高岡市）- 2018年3月廃止。
- 八尾まちめぐりバス（富山市八尾地区）- 2018年3月30日廃止。

#### 福井県の廃止路線
- あわら市コミュニティバス（あわら市）- 2012年3月31日廃止。デマンド型乗合タクシーへ移行。
- すまいる（福井市）- 2021年9月30日廃止。京福バスの一般路線（すまいるバス）へ移行[87]。
- ぐるっと坂井（坂井市） - 2023年9月30日廃止。基幹ルートは京福バスの一般路線（三国丸岡線、春江丸岡線）へ、接続ルートはデマンド型乗合タクシーへそれぞれ移行。

#### 岐阜県の廃止路線

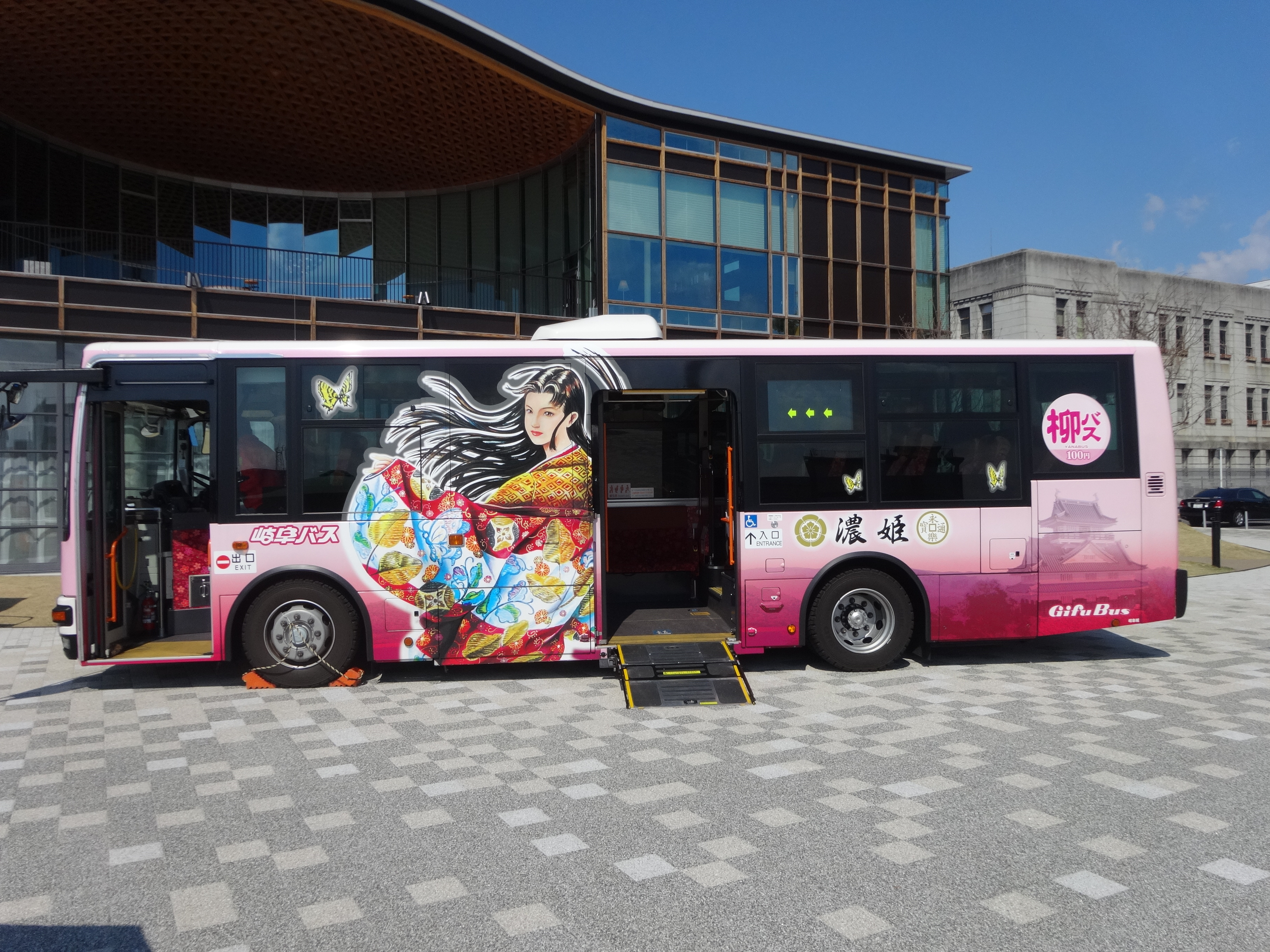
岐阜市「柳バス」

- 柳バス（岐阜市）- 2021年5月5日廃止。岐阜市役所新庁舎開庁に伴う岐阜乗合自動車の路線再編により統合[88]。
- ハリンコ号（大垣市）
- 岐南町巡回バス「にじバス」（岐南町）
- セラパークバス（多治見市）
- 羽島市代替バス（羽島市）
- 広域バス（羽島市・海津市）- 2009年4月1日、海津市コミュニティバスへ統合。
- 海津市営バス（岐阜県海津市） - 旧海津町営バスおよび南濃町営バス。2009年4月1日、海津市コミュニティバスへ統合。
- わっちも乗ろCar（美濃市）- 2013年廃止。
- 飛騨市巡回バス（飛騨市）- 2015年廃止、飛騨市営バス「ひだまる」へ移行。
- 本巣市コミュニティバス「もとバス」（岐阜県本巣市真桑・弾正・糸貫地域）- 2011年4月、市内のコミュニティバスを本巣市営バスへ統合。
- 本巣市行政福祉バス「ササユリ」（岐阜県本巣市）- 2011年4月、市内のコミュニティバスを本巣市市営バスへ統合。
- 根尾地域自主運行バス（本巣市根尾地区） 旧根尾村営バス。- 2011年4月、市内のコミュニティバスを本巣市市営バスへ統合。
- コミュニティバス802（八百津町）- 2020年9月限りで廃止。「やおまる」と東部地区デマンド交通に再編。
- 東白川村代替バス（東白川村）- 2016年4月運行開始、2021年3月31日廃止。

#### 愛知県の廃止路線

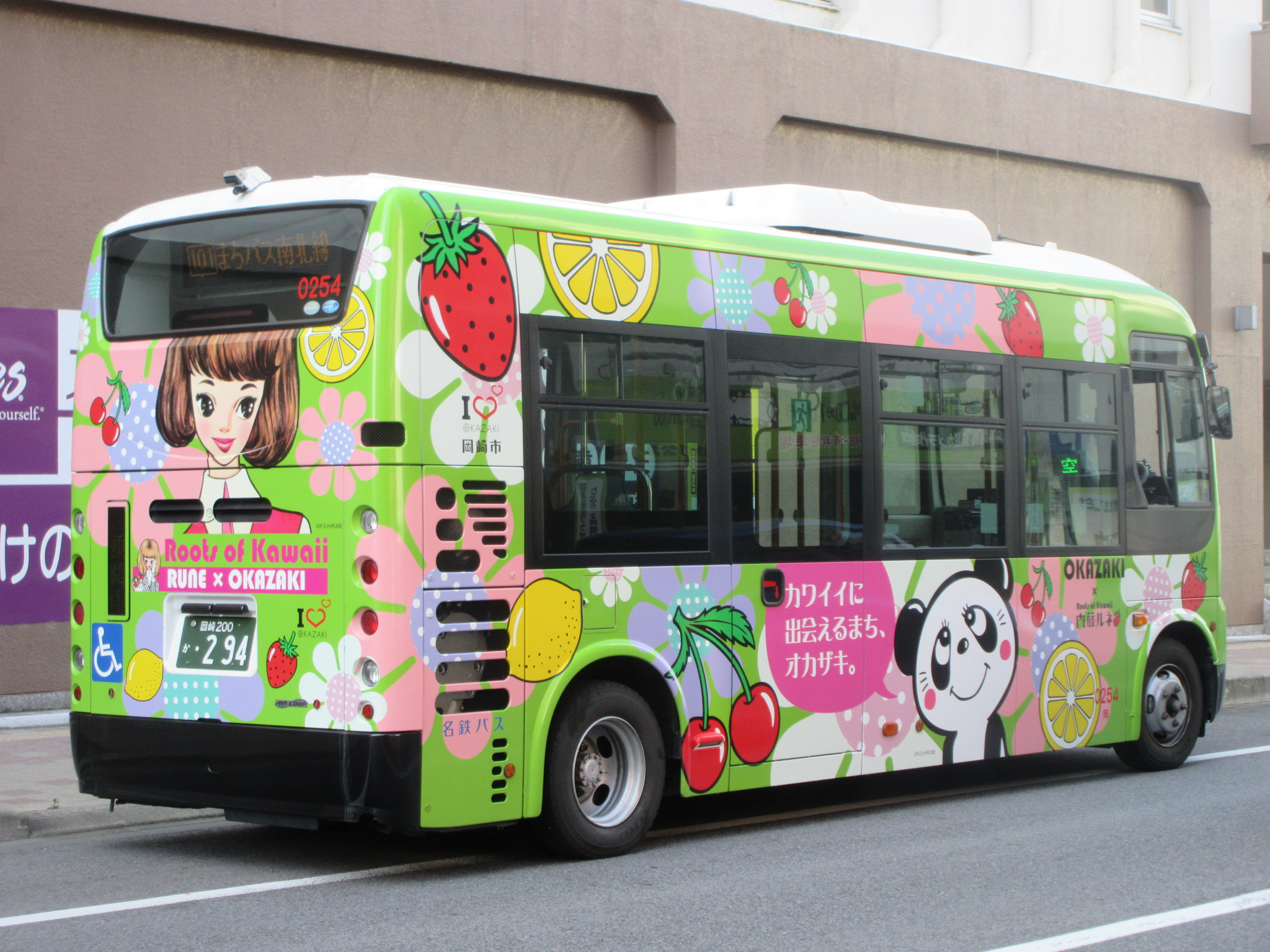
岡崎市「まちなかにぎわいバス」

- かっちぃ（春日井市）- 2008年12月22日運行開始、2010年1月13日廃止。
- とことこバス（常滑市） - 2011年3月運行終了。
- さなげ足助バス（豊田市猿投・足助地区） - 2007年11月、とよたおいでんバスへ統合。
- 小原バス（豊田市小原地区） - 2008年4月、とよたおいでんバスへ統合。
- 生活交通バス（一宮市） - i-バスへ統合。
- まちなかにぎわいバス（岡崎市）- 2020年4月1日廃止。名鉄バスの「岡崎北線」へ移行[89]。

### 近畿地方

#### 三重県の廃止路線
- 上野コミュニティバス「しらさぎ」（伊賀市上野地域）- 2020年3月31日運行終了、「にんまる」へ移行。

#### 滋賀県の廃止路線
- 湖北コミュニティバス「こはくちょうバス」（長浜市湖北地域）
- 高月観音号（長浜市高月地域）

#### 京都府の廃止路線
- 久御山町のってこバス（久世郡久御山町） - 2015年12月31日廃止。
- 伊根町営バス（伊根町） - 2022年3月31日廃止。予約型乗合タクシー「いねタク」へ移行。

#### 大阪府の廃止路線

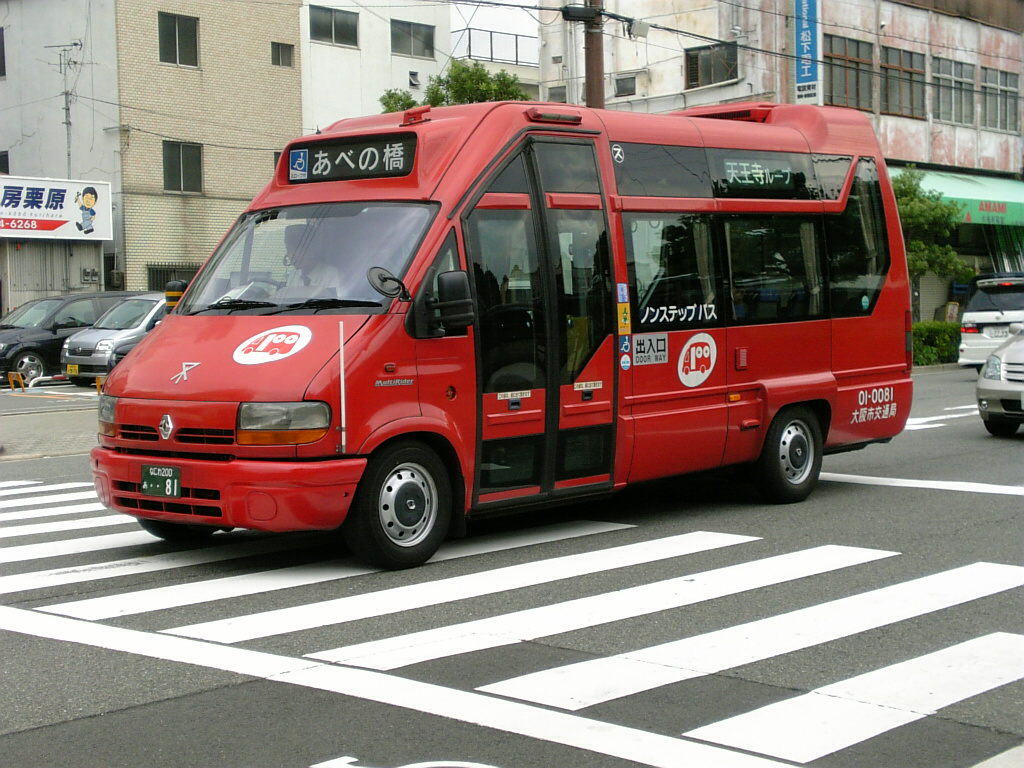
大阪市交通局「赤バス」

- 赤バス（大阪市） - 2013年3月31日廃止。一部は一般路線として運行。
- 都島区バス（大阪市都島区） - 赤バスを承継。2014年3月31日廃止。
- 新大阪淡路コミュニティバス「あいバス」（大阪市東淀川区）
- 豊能町リレー便（豊能町・箕面市）- 2022年7月1日より西地区デマンドタクシーに転換。
- 能勢町福祉バス（能勢町） - 2007年に公共交通空白地有償運送へ移行。
- タウンくる（寝屋川市・四條畷市・大東市・守口市・門真市・大阪市旭区） - 全路線で運賃を値上げして一般路線へ転換。
- くるっとBUS（守口市）
- 愛のみのり号（守口市） - 2025年3月31日をもって廃止。
- くずは丘コミュニティバス（枚方市）
- 枚方市内100円バス（枚方市）
- 枚方出口線（枚方市）- 一般路線化。京阪バス高槻営業所#枚方出口線を参照。
- 愛あいバス（八尾市）
- 堺市ふれあいバス（堺市、美原区を除く各区）[90] - 2013年6月30日廃止。
- みはらふれあい号（大阪府堺市美原区、他区は堺市ふれあいバスを運行）[90] - 2013年6月30日廃止。
- オレンジバス（和泉市） - 2024年2月1日廃止。予約制の乗り合い送迎サービス「チョイソコいずみ」へ移行。

#### 兵庫県の廃止路線
- みっきぃバス（三木市） - 2015年9月30日廃止。市内の路線バスとの統合により、全路線神姫バスの一般路線へ転換。
- みっきぃよかたんバス（三木市吉川地区） - 2015年9月30日廃止。全路線を一般路線へ転換したが愛称は継続。

#### 奈良県の廃止路線
- ならまちバス（奈良市）
- 高取町コミュニティバス（高取町） - 2008年5月31日廃止。

#### 和歌山県の廃止路線
- 新宮市行政バス（新宮市） - 2020年9月30日廃止。デマンドタクシー、スクールバスへ転換。

### 中国・四国地方

#### 鳥取県の廃止路線
- 大山町営巡回バス（大山町） - 2012年4月2日より予約制乗合タクシースマイル大山号へ転換。
- 智頭町民すぎっ子バス（智頭町） - 2023年4月1日より共助交通による乗合タクシー「のりりん」へ転換。

#### 島根県の廃止路線
- 東出雲町生活路線バス（旧東出雲町）- 合併により松江市コミュニティバスへ統合。

#### 岡山県の廃止路線
- 建部町生活バス（岡山市） - 2012年4月1日より御津・建部コミュニティバスへ転換。
- 真備さいくるバス（倉敷市真備地区） - 2013年8月1日より真備地区コミュニティタクシーへ転換。
- 船穂地区コミュニティバス（倉敷市船穂地区） - 2015年9月1日より船穂地区コミュニティタクシーへ転換。
- 総社市内循環線（総社市） - 2011年8月1日より会員制乗合タクシー「雪舟くん」へ転換。
- 津山市営阿波バス（津山市） - 2024年3月1日よりAIデマンド交通「のるイコつやま」へ転換。

#### 広島県の廃止路線
- ふくふくしゃくなげ号（東広島市福富地区）

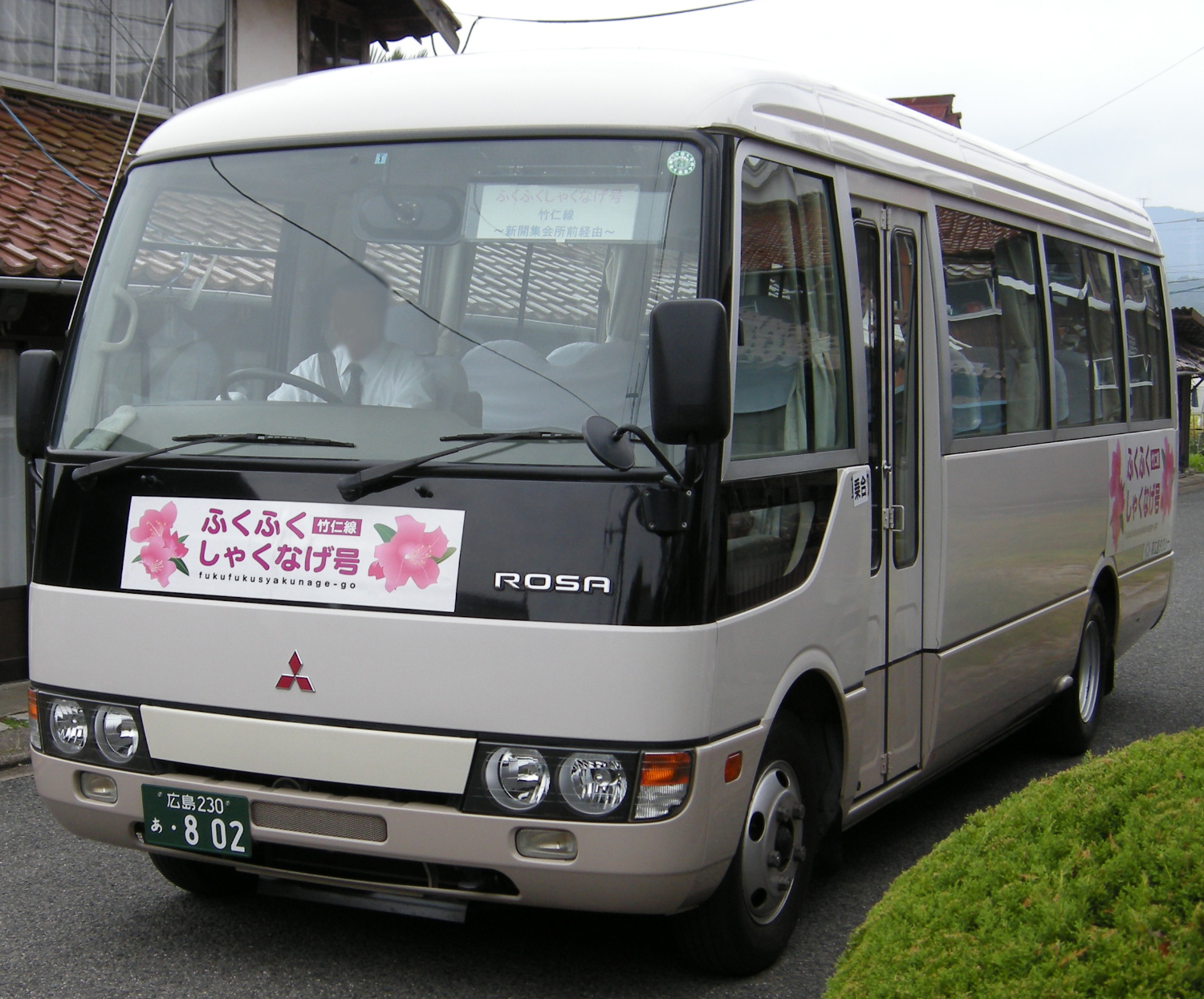
東広島市「ふくふくしゃくなげ号」

- ハーティーバス（呉市）- 呉市交通局が運行していた。

#### 徳島県の廃止路線
- 美馬市営バス（美馬市）- 2022年4月1日よりデマンドバス「美馬ふれあいバス」「木屋平ラクバス」へ転換。
- 神山町営バス（神山町）- 2023年4月1日よりタクシー利用助成制度「まちのクルマLet's」へ転換。

#### 香川県の廃止路線
- 市民バス「空海号」（善通寺市）- 2024年3月31日廃止、デマンド型乗合サービス「チョイソコぜんつうじ」へ移行[91]。

### 九州・沖縄地方

#### 福岡県の廃止路線
- ふくつミニバス（福津市）[92]

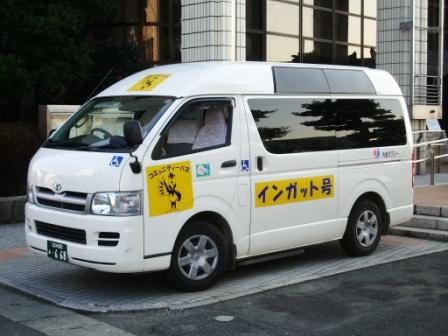
久留米市「インガット号」

- 古賀市ミニバス（古賀市）- 2010年3月31日限りで運行終了。
- 町民ふれあいバス（筑穂町→飯塚市）
- インガット号（城島町→久留米市） - 旧城島町から引継、2008年3月廃止。2016年3月より「よりみちバスインガット号」を運行。
- さちかぜ号（八女市）
- 黒木町予約バス（黒木町→八女市）
- コミュニティバス（星野村→八女市）
- 小郡市コミュニティバス（小郡市） - 2023年10月2日から休止(2024年10月1日廃止)。AIオンデマンドタクシー「のるーと小郡」へ転換。

#### 佐賀県の廃止路線
- 基山町循環バス（基山町） - 2014年4月1日「きやまコミュニティバス」へ移行し廃止。

#### 大分県の廃止路線

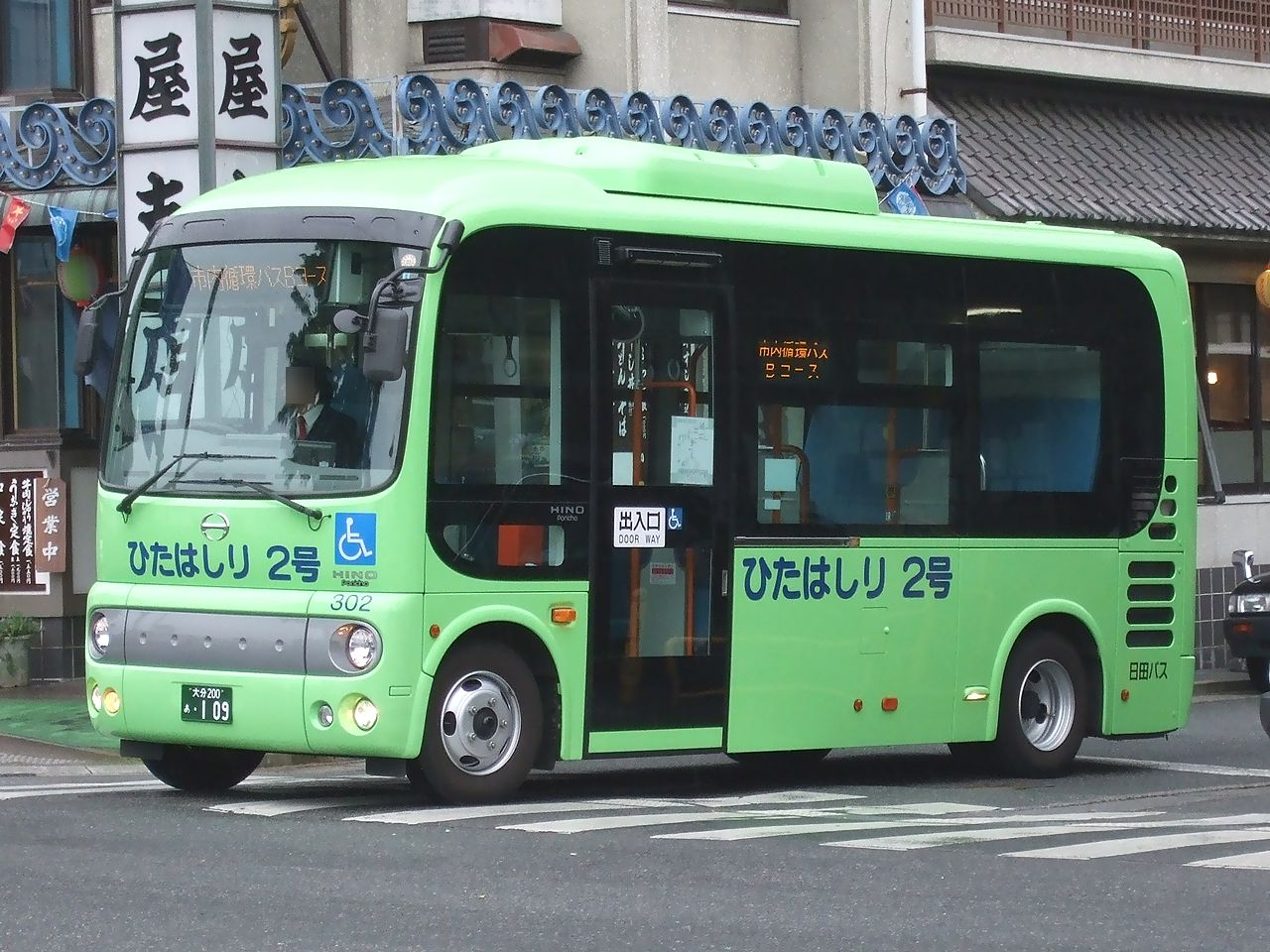
日田市内循環バス「ひたはしり号」

- ひためぐり号（日田市） - 運営主体を変更の上、市内循環バス「ひたはしり号」へ転換。

#### 熊本県の廃止路線
- ゆうゆうバス「区バス」（熊本市）
- ゆうゆうバス「都心部循環バス」（熊本市）
- 合志市内循環バス（合志市）
- さるく人吉（人吉市）
- やまが市街地循環バス（山鹿市）
- 小国郷循環バス（小国町・南小国町） - 産交バスの一般路線へ転換。

#### 宮崎県の廃止路線
- フロンティアバス（川南町）
- 木花巡回バス（宮崎市木花地区）
- 北地区コミュニティバス（宮崎市北地区）

#### 長崎県の廃止路線
- 江迎町巡回バス（江迎町）

#### 沖縄県の廃止路線
- C-BUS（沖縄県北谷町）- 同名のデマンドバスへ移行。

## 試行運行が終了したコミュニティバス

### 北海道・東北地方
- 紋別市内循環バス（北海道紋別市）- 2010年7月1日から2011年3月31日までの実証運行[93]。
- 函館市西部地区コミュニティバス「おでかけバス」（北海道函館市）- 2009年10月16日から同年12月30日までの実験運行[94]。

運行主体は函館市で函館バスに運行委託。坂が多く高齢者が多数居住する市内西部地区の買い物弱者対策として、船見町 - 十字街を循環運行する路線を設定、函館バスの一般路線および函館市電との乗り継ぎ停留所を設置。運賃は100円均一、一日乗車券（大人300円）、バス・市電との乗継割引も設定。利用促進策として市内西部地区の商店で割引などが受けられる乗車スタンプカードを配布し地域連携を図った。
車両は函館バスが保有する三菱・ローザ（3532号車、定員26名、車椅子リフト付き）で、これは東急トランセ代官山循環線の初代車両の移籍車で、東急トランセのロゴを消し「函館バス」の社名と社番を記入したほかは、代官山循環線時代のカラーリングをそのまま使用していた。
函館市は一日450人の利用を本格運行移行の目安としたが、実験運行期間中の利用者数は一日平均50.9人と採算ラインに遠く及ばず、予定どおり12月30日をもって実験運行を終了した。

### 関東地方
- さんむウィングライナー（千葉県山武市） - 2018年10月13日 - 2021年3月31日に実証実験運行。本格運行は成田国際空港の機能強化の進展に合わせ再度検討するとしている[97][98]。

- コミュニティ交通（東京都江戸川区）- 2022年4月1日、小岩駅 - 上一色間で試験運行開始[99][100]。京成バスに運行委託[99][101][102]。2023年6月30日をもって試験運行を終了[99]。

- 長尾台コミュニティバス（神奈川県川崎市多摩区） - 2011年11月10日 - 12月9日に実証運行。あじさい号として正式運行開始。
- 有馬・東有馬コミュニティバス（神奈川県川崎市宮前区）- 2012年1月23日 - 2月17日に実証運行。東急バス（高津営業所）、川崎市バス（井田営業所）の共同運行。宮前区役所前 - 宮前平駅 - 有馬・東有馬地区の9箇所の停留所をラケット状に循環運行する。急坂の多い狭隘路線で中型車が充当されたが、本格運行には至らなかった。

### 中部
- 七保バス（三重県大紀町） - 2009年4月に試行運行開始、2010年3月に試行運行を終了。

### 近畿
- 氷室台循環線（大阪府枚方市）- 試行運行後、本格運行に移行せず運行終了。
- エコラボbus（大阪府豊中市）- 試行運行後、本格運行に移行せず運行終了。

- たよりにしてバス（兵庫県西宮市山口地域）- 第1回試験運行終了後、運行結果の検証や運行計画の改善等の検討を行っている。
- ちょいのりバス（兵庫県明石市）- 試行運行後、本格運行に移行せず運行終了。

### 中国・四国
- 佐那河内村コミュニティバス（徳島県佐那河内村） - 2022年10月1日から2023年3月31日までの実証事業。

### 九州・沖縄

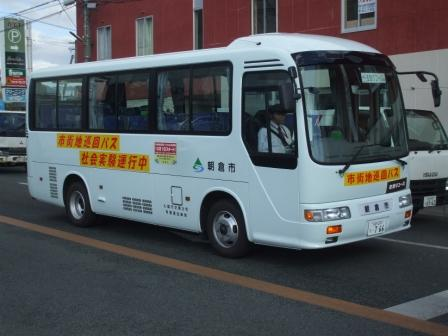
朝倉市市街地巡回バス

- 橋本駅循環バス（福岡市西区） - 2011年10月29日から2012年1月28日までの社会実験。
- 美和台コミュニティバス（福岡市東区）- 2012年5月26日までの社会実験。
- 久留米市コミュニティバス（福岡県久留米市）- 試行運行後、本格運行に移行せず運行終了。
- よしいバス（福岡県うきは市）- 試行運行後、本格運行に移行せず運行終了。
- 朝倉市市街地巡回バス（福岡県朝倉市）- 試行運行後、本格運行に移行せず運行終了。

- 石嶺・首里城みぐい線（那覇市） - 試行運行終了後、2005年2月6日より8番・首里城下町線として本格運行。
- ECOまーる・いちゃりバス（那覇市） - 試行運行終了後、2006年2月1日より6番・那覇おもろまち線として本格運行。
- 真和志みぐい線（那覇市） - 試行運行後、本格運行に移行せず2007年1月12日に運行終了。
- 小禄みぐい線（那覇市） - 試行運行後、本格運行に移行せず2007年1月12日に運行終了。
- 沖縄市コミュニティバス（沖縄市） - 試行運行後、本格運行に移行せず2008年2月16日に運行終了。
- 西原町乗合タクシー･バス（西原町） - 試行運行後、本格運行に移行せず2008年11月29日に運行終了。
- 浦添市コミュニティバス（浦添市） - 試行運行後、本格運行に移行せず2011年2月28日に運行終了。